# Динамо (футбольный клуб, Минск)
«Дина́мо» (бел. «Дынама») — белорусский футбольный клуб, базирующийся в Минске.
Чемпион Советского Союза (1982), финалист Кубка СССР (1965, 1987), девятикратный чемпион Беларуси (1992, 1992/93, 1993/94, 1994/95, 1995, 1997, 2004, 2023, 2024), обладатель Кубка Беларуси (1992, 1994, 2003).
Участник четвертьфиналов Кубка европейских чемпионов (1983/84), Кубка УЕФА (1984/85), Кубка обладателей кубков (1987/88). Первый клуб в истории страны, пробившийся в основной раунд Лиги конференций (2024/25). Второй клуб, пробившийся в групповую стадию Лиги Европы (2014/15).
Клуб-участник всех чемпионатов суверенной Беларуси.
Старейший клуб Беларуси: первая зарегистрированная игра состоялась 18 июня 1927 года, в которой минчане обыграли динамовцев из Смоленска (2:1).

## Названия клуба
- «Динамо» (1927—1953)
- «Спартак» (1954—1959)
- «Беларусь» (1960—1962)
- «Динамо» (1963—1999)
- «Динамо-Минск» (с 1999)

## История клуба

### Ранний этап
Днём рождения минского «Динамо» принято считать дату первого документально подтверждённого матча. Он был проведён 18 июня 1927 года в Смоленске, где минчане встретились с местными одноклубниками и одержали первую в своей истории победу — 2:1. В этом же году «Динамо» положило в свою копилку и первый трофей, выиграв чемпионат БССР. Первоначально участие в этом соревновании принимали команды городов, и в финальную часть, наряду со сборными Гомеля и Витебска, вышла сборная Минска. Сборная столицы практически полностью состояла из «динамовцев», которые настояли на смене названия команды. В финале команда, уже именуемая «Динамо», сначала со счётом 4:1 разгромила сборную Гомеля. Затем добилась победы в сложном противостоянии с Витебском (первый матч был прерван при счёте 1:1 из-за наступившей темноты, во второй игре решающий мяч забил Тихомиров на 9-й минуте третьего дополнительного тайма после 2:2 в основное время).
В начале 30-х годов у минского «Динамо» появился свой стадион. Он был деревянным и вмещал 10 тысяч зрителей. Каждый член команды внёс свой вклад в строительство спортивной арены, бескорыстно отработав по 100 часов. Минчане, ещё не имевшие статуса команды мастеров, не могли участвовать в чемпионате СССР и выступали только на первенстве республики. Но в 1940 столичная команда (уже получившая статус мастеров) была включена в состав команд, которым на следующий год предстояло выступать в высшей лиге союзного чемпионата. 27 апреля 1941 года «Динамо» провело в Минске первый матч союзного первенства против другого дебютанта высшей лиги ленинградского «Спартака» и одержала победу со счётом 2:1. Этот сезон доигран не был: 22 июня началась Великая Отечественная война. На момент прекращения чемпионата (24 июня) «Динамо» занимало 13 из 15 мест, сыграв 10 игр: выиграв 3 игры и 7 проиграв.

### Военные годы
Война застала футболистов «Динамо» в Минске. Через два дня они были отправлены в Москву, где формировалась Отдельная мотострелковая бригада особого назначения (ОМСБОН). В состав бригады были зачислены и минские футболисты. ОМСБОН нёс патрульную службу, участвовал в создании оборонительных рубежей, минировании важных объектов, осуществлял разведывательные и диверсионные действия на оккупированной врагом территории.
Костяк команды сохранился и после победы Советского Союза под Сталинградом. Из игроков вновь сформировали футбольную команду, которая некоторое время выступала в первенстве Москвы под названием «Воинская часть майора Иванова». Затем команду переименовали в «Динамо-2». В 1944 году динамовская дружина уже играла в Кубке СССР.

### Послевоенные годы
14 мая 1945 минское «Динамо» матчем против ленинградского «Зенита» стартовало в первом послевоенном чемпионате СССР. Итог встречи — ничья 1:1 (за минчан гол забил Борис Курнев). Встреча проходила в Тбилиси.
Старый стадион команды был разрушен, на возведение нового требовалось время. Было принято решение подготовить для выступлений в чемпионате стадион «Пищевик». 14 июня «Динамо» провело первый после войны домашний матч. В гости приехали московские одноклубники. Матч закончился победой москвичей (0:3).
По итогам этого чемпионата «Динамо» обосновалось на 9-м месте, набрав 17 очков в 22 матчах.
Чемпионаты страны 1946—1949 года прошли для минчан неудачно. В них команда решала задачу сохранения прописки в высшей лиге. В сезоне 1947 года клуб вернулся на заново отстроенный стадион «Динамо».
В 1950 году «Динамо» и вовсе опустилось в класс «Б». Но уже 1951 «бело-голубые» возвратили себе место среди сильнейших команд класса «А». Правда, из-за неспособности противостоять лучшим командам союза, столичная дружина по итогам сезона снова отправилась в класс «Б». Такая ситуация не устраивала руководство республики. Поэтому было принято решение создавать коллектив, способный не только вернуть прописку в высшей лиге, но и прочно там закрепиться. С этой целью в команду был приглашён знаменитый голкипер Алексей Хомич. Активно вводилась в состав талантливая молодёжь (Иван Мозер, Владимир Нуждин, Вячеслав Артёмов, Юрий Прохоров). В 1953 году обновлённое «Динамо» вернулось в группу сильнейших.

### «Спартак»
В 1954 году приказом Управления по физической культуре и спорту Министерства образования БССР команда была передана в спортивное общество «Спартак» и соответственно переименована. В начале сезона клуб показывал яркую игру. Были обыграны лидеры советского первенства: московские «Спартак» (2:1), ЦСКА (1:0), московское «Динамо» (1:0). Минский «Спартак» лидировал в чемпионате. Дальше минчане потеряли лидерство, однако смогли собраться. Были добыты важные победы в матчах с «Крыльями Советов» (2:0), «Зенитом» (2:0), «Торпедо» (2:1) и киевским «Динамо» (3:2). В том году команда впервые в истории завоевала бронзовые медали чемпионата СССР.
В следующем сезоне (1955) команда потеряла прежнюю силу игры и, заняв последнее место, опустилась в класс «Б». Через год снова возвратилась в высший дивизион, но по итогам очередного сезона (1957) снова потеряла место в элите.

### «Беларусь»
В 1960 году чемпионат СССР был реорганизован. Число участников высшего дивизиона было увеличено с 12 до 22, одно место в нём получила команда из БССР. Отстаивать честь республики в элите доверили команде под названием «Беларусь», составленной из игроков минского «Спартака» и «Урожая». Были приглашены игроки из других команд высшей лиги. Старт команды «Беларусь» в чемпионате выдался феерическим — пять побед кряду. Среди поверженных были московский «Спартак» и киевское «Динамо». За весь первый круг минчане потерпели всего два поражения — от «Кайрата» (0:2) и ЦСКА (0:3) — и занимали первое место в своей группе. Однако потом команда сбавила обороты и закончила сезон лишь на одиннадцатой строчке.
Чемпионаты 1961, 1962 года «Беларусь» завершала на 19 месте.

### В ожидании побед
В 1963 году команда «Беларусь» возвращается в структуру спортивного общества «Динамо». В этом же сезоне завоёвывает вторую бронзу чемпионата. В сезонах с 1964 по 1973 минчане взойти на пьедестал не смогли. Более того, в сезоне 1973 года, заняв 15 место, опустились в первую лигу. В это время завершил игровую карьеру лучший бомбардир в истории команды Эдуард Малофеев. Церемония проводов игрока из большого футбола состоялась 21 октября 1972 года на минском стадионе «Динамо».
Два года столичный клуб провёл в первой лиге. Вернулся в элиту в 1976 году. Этот год для советского футбола выдался необычным. В связи с участием сборной СССР в чемпионате Европы и XXI Олимпийских играх было проведено два чемпионата страны — весенний и осенний. В весенней части чемпионата минчане выглядели вполне достойно, заняв 9-е итоговое место, а вот на осень сил у них уже не хватило. Одержав всего две победы, «Динамо» расположилось на последнем 16-м месте и покинуло высшую лигу.
Неудачное выступление повлекло за собой очередную смену руководства. У руля команды встал Олег Базилевич, работавший ранее с киевским «Динамо». Проработал новый штаб полтора года. Команда не смогла показать яркой игры, и в середине сезона 1978 года главным тренером становится Эдуард Малофеев. Команда смогла собраться и, заняв 3 место, вернулась в высшую лигу. Больше «Динамо» в дивизион рангом ниже не опускалось.

### Эпоха Малофеева
Новый тренер стал строить новую команду. Малофеев требовал от игроков яркой игры, искренних эмоций, футбола, который нравился бы зрителям. «Динамо» комплектовалось воспитанниками белорусского футбола. Уже в чемпионате 1979 года игра минчан заблистала новыми красками. Команда действовала смело, с постоянным акцентом на атаку. Однако чувствовалось, что тактические схемы ещё до конца не отработаны. Как следствие, лишь 6-е итоговое место.
В следующем сезоне высоких результатов добиться не получилось. Итог — 9-е место. При этом «Динамо» в каждой встрече действовала темпераментно, неординарно, чем привлекала симпатии болельщиков.

### Золотой сезон
Чемпионат 1982 года минчане начали активно. Играли в атакующий футбол и дома, и в гостях. Действовали смело и результативно. Так что единоличное лидерство минского «Динамо» после десяти туров никем не воспринималось как случайность. Тем временем белорусская дружина всё дальше уходила вперёд и в начале второго круга намного опережала фаворитов. Конкуренты устремились в погоню. Первыми не выдержали темпа гонки тбилисские динамовцы. За два тура до финиша окончательно потеряли шансы на «золото» спартаковцы. Лишь киевляне до последнего пытались настичь минских одноклубников, которым также не удалось избежать игровых срывов. Но минчане проявили характер, мастерство, командный дух и смогли сохранить за собой первую строчку в турнирной таблице. В заключительном туре, победив московский «Спартак» на выезде (4:3), минское «Динамо» впервые в своей истории завоевало звание чемпиона Советского Союза.
Успех минчан был отмечен ещё тремя почётными трофеями. По итогам сезона минскому «Динамо» были вручены приз имени Григория Федотова, Кубок прогресса, присвоено звание «Агрессивного гостя».
В «золотой состав» команды Эдуарда Малофеева вошли Юрий Курненин, Александр Прокопенко, Виктор Янушевский, Михаил Вергеенко, Сергей Боровский, Пётр Василевский, Юрий Пудышев, Людас Румбутис, Андрей Зыгмантович, Георгий Кондратьев, Виктор Шишкин, Виктор Сокол, Сергей Алейников, Игорь Гуринович, Игорь Белов, Юрий Курбыко, Юрий Трухан, Сергей Гоцманов.

### Дебют в Европе
В 1983 особым Распоряжением Федерации футбола СССР главный тренер минчан Малофеев с первого сентября был освобождён от должности в клубе и приступил к обязанностям тренера Олимпийской сборной страны. Главным тренером минчан был назначен помощник Малофеева — Вениамин Владимирович Арзамасцев.
Осенью 1983 года «Динамо» дебютировало в еврокубках. В Кубке чемпионов 1983/84 жребий определил в соперники минчан швейцарский «Грассхоппер». С трудом, но динамовцы преодолели барьер (1:0 дома — гол Курненина; 2:2 в гостях — голы Кондратьева и Сокола). Затем в 1/8 финала была пройдена венгерская «Раба ЭТО» (6:3 — хет-трик Сокола, голы Курненина, Гоцманова и Румбутиса; 3:1 — дубль Сокола, гол Кондратьева). Минчане демонстрировали хорошую игру, однако в 1/4 не смогли одолеть по сумме двух матчей бухарестское «Динамо» (1:1 — гол Гуриновича; 0:1). Нападающий минчан Виктор Сокол стал лучшим бомбардиром турнира (6 мячей). В этом же сезоне были завоёваны бронзовые медали (третьи по счёту) в чемпионате СССР.
Этот успех позволил динамовцам в 1984 году выступить во втором по значимости евротурнире — Кубке УЕФА. В 1/32 финала розыгрыша 1984/85 «Динамо» разгромило финский ХИК (4:0 — хет-трик Кондратьева, гол Шалимо; 6:0 — покер Гоцманова, голы Мельникова и Кондартьева). В 1/16 финала жребий свёл белорусов с португальским «Спортингом». Лиссабонцы были повержены в серии пенальти в домашнем матче — 5:3 (после 0:2 в гостях; 2:0 дома — дубль Сокола). В 1/8 минчане прошли польский «Видзев» (2:0 — голы Зыгмантовича и Румбутиса; 0:1), в 1/4 проиграли югославскому «Железничару» (0:2 в гостах; 1:1 дома — гол Кистеня). В чемпионате СССР клуб занял 5-е место в 1984 году и 4-е место в 1985.
В 1986 году минчане во второй раз приняли участие в розыгрыше Кубка УЕФА. Однако сезон 1986/87 закончился для «бело-синих» уже в первом раунде. «Динамо» вновь встретилось с венгерской «Раба ЭТО» из Дьёра, но на этот раз пройти не смогло (2:4 дома — голы Зыгмантовича и Кондратьева; 1:0 в гостях — гол Роднёнка). В чемпионате клуб расположился на 10-й строчке. Неудачное выступление команды вынудило написать заявление об увольнении «по собственному» наставника команды Вениамина Арзамасцева. Заявление приняли. Главным тренером был назначен старший тренер дубля Иван Иванович Савостиков.
В 1987 году минчане дошли до финала Кубка СССР, где по пенальти уступили киевским одноклубникам — 2:4 (3:3 в основное время). В том же году минское «Динамо», как финалист Кубка СССР (киевляне, выиграв также и чемпионат, участвовали в Кубке чемпионов), дебютировало в Кубке кубков. На стадии 1/16 финала розыгрыша 1987/88 был повержен турецкий «Генчлербирлиги» (2:0 — гол Зыгмантовича и автогол; 2:1 — голы Деркача и Кондратьева). В 1/8 финала пройден испанский «Реал Сосьедад» (Сан-Себастьян) — 1:1 (гол Кондратьева), 0:0. В 1/4 не смогли обыграть бельгийский «Мехелен» (0:1; 1:1 — гол Кистеня). В чемпионате «Динамо» заняло 5-е место.
Летом 1988 года команду вновь возглавил Эдуард Малофеев. Осенью того года клуб в третий раз выступил в Кубке УЕФА. В 1 раунде розыгрыша 1988/89 была пройдена болгарская «Тракия» (2:1 — голы Кондратьева и Гоцманова, 0:0). Но уже во втором «Динамо» по правилу гола на выезде уступило румынской «Виктории» (2:1 — голы Гуриновича и Зыгмантовича, 0:1). В чемпионате СССР 1988 года минчане стали 12-ми.
Четвертьфиналы трёх самых престижных турниров Старого света, сыгранные в 80-х, по сей день остаются крупнейшим достижением клуба на европейской арене.
С 1988 и до 1993 «Динамо» в еврокубках не участвовало. В чемпионате СССР минчане заняли 9-е место в 1989 году, 12-е — в 1990 и 8-е — в 1991. В 1989 «Динамо» дошло до финала Кубка Федерации, где уступило днепропетровскому «Днепру» (1:2).

### Чемпионат Беларуси

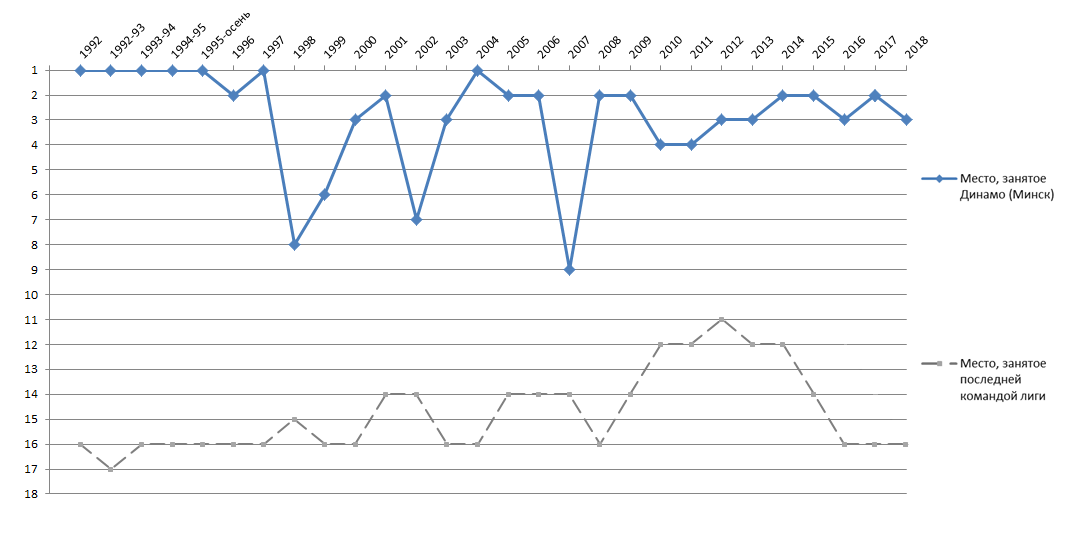
График результатов «Динамо» в чемпионате Беларуси (с 1992 года)

Весной 1991 года (розыгрыш последнего чемпионата СССР) главным тренером «Динамо» стал известный в прошлом голкипер «бело-голубых» Михаил Вергеенко, до того времени работавший помощником. Эдуард Малофеев перешёл на должность технического директора, но через некоторое время клуб покинул.
В начале 90-х «Динамо» сменило хозяйственную форму и стало акционерным обществом (до того момента оно не являлось юридическим лицом, команда была подразделением Белсовета «Динамо». Должность президента занял Евгений Хвастович.
В 1992 году стартовал первый чемпионат суверенной Беларуси, среди участников которого было и минское «Динамо». Укомплектованная сильнейшими на тот момент футболистами республики, под руководством Михаила Вергеенко команда фактически не встречала конкуренции и за явным преимуществом выигрывала чемпионат за чемпионатом. В период с 1992 по 1995 минчане пять раз подряд становились чемпионами Беларуси. В 1992 году «Динамо» выигрывает в первом розыгрыше Кубка Беларуси, в финале обыграв могилёвский «Днепр» (6:1).
Осенью 1993 столичный клуб во второй раз в истории выступил в главном турнире Европы. В 1 раунде Лиги чемпионов «Динамо» встретилось с немецким «Вердером», которому уступило по сумме двух встреч (2:5, 1:1). В 1994 минчане во второй раз побеждают в Кубке Беларуси. В финале турнира был повержен бобруйский «Фандок» (3:1). Незадолго до финала Михаил Вергеенко покинул занимаемый пост, несмотря на то, что минчане уверенно лидировали в чемпионате. Исполняющим обязанности был назначен Вениамин Арзамасцев.
Летом 1994 команду возглавил Иван Щёкин. Под его руководством «Динамо» в том году выиграло Кубок сезона, в финале обыграв «Фандок» (5:3). Минчане побеждали в чемпионате Беларуси розыгрышей 1994/95 и 1995. В чемпионате 1996 года «Динамо» впервые не стало чемпионом, были добыты серебряные медали. Стан «бело-синих» Щёкин покинул в середине 1997 — из-за конфликта с руководством клуба.
В 1997 главным тренером стал Анатолий Байдачный, с которым «Динамо» стало чемпионом 1997 года. Однако уже в следующем сезоне главный тренер команды сменился. К концу 90-х «Динамо» утратило чемпионский ход. Постепенно завершали игровую карьеру ветераны, многие ведущие футболисты отправлялись в зарубежные чемпионаты. Соперники с каждым годом становились сильнее. В клубе началась тренерская «чехарда».
Чемпионат Беларуси 1998 года команда завершила на 8-м месте, в 1999 — стала 6-й.

### Смена владельцев клуба
В декабре 1999-го сменился собственник клуба — председателем правления ЗАО «Динамо-Минск» стал руководитель фирмы «Трайпл» Юрий Чиж. Под его руководством «Динамо» лишь однажды заняло первое место в чемпионате и один раз был выигран Кубок Беларуси.
В 2003 году в финале Кубка Беларуси динамовцы под руководством болгарского тренера Георги Гюрова обыграли минский «Локомотив» (2:0).
В последний на данный момент раз чемпионом Беларуси столичный клуб становился в 2004 году. К золотым медалям команду привёл Юрий Шуканов.
Многие сезоны «Динамо» пыталось вернуться в основную сетку европейских турниров. Однако непреодолимыми барьерами становились 2-й и 3-й квалификационные раунды. В сезоне 2010/11 Лиги Европы минчане остановились в шаге от группового этапа. Были обыграны эстонский «Калев» (5:1, 5:0) и израильский «Маккаби» (0:1, 3:1). Однако в плей-офф «Динамо» не нашло ключей к бельгийскому «Брюгге» (1:2, 2:3). В тот момент командой руководил Владимир Гольмак. Сезон 2010 столичная команда закончила на 4-м месте чемпионата Беларуси.
Следующие два сезона «Динамо» не участвовало в еврокубковых матчах. В сезоне 2011 под руководством российских тренеров (сначала — Олега Василенко, затем — Сергея Овчинникова) минчане заняли всё тоже 4-е место, не позволяющее участвовать в еврокубках.
Сезон 2012 команда начинает под руководством Александра Седнёва. Однако в июле тренера отправляют в отставку. Возглавляемая украинцем Олегом Протасовым, команда становится бронзовым призёром в 2012 году и выходит в финал Кубка страны в 2013. После увольнения Протасова новым главным тренером «Динамо» стал голландец Роберт Мааскант. Под его руководством клуб удачно стартует в Лиге Европы: в 1-м квалификационном раунде обыграна литовская «Круоя» (3:0, 5:0), во 2-м — хорватская «Локомотива» (1:2, 3:2). В 3-м раунде непреодолимым барьером стал турецкий «Трабзонспор» (0:1, 0:0). В чемпионате Беларуси команда второй год подряд занимает 3-е место.

### Выход в групповой этап Лиги Европы

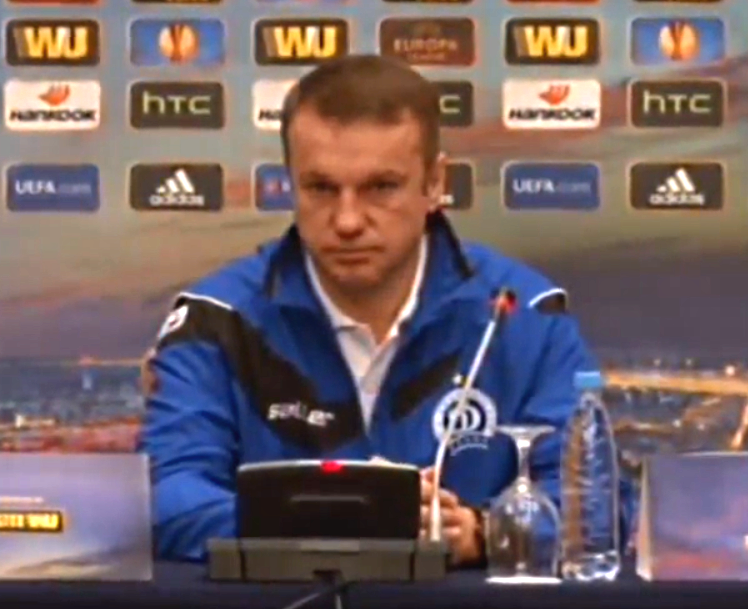
Владимир Журавель на пресс-конференции перед матчем «Динамо» — ПАОК

31 декабря 2013 главным тренером стал Владимир Журавель. Новый главный тренер — не чужой для клуба человек. В качестве игрока Владимир Журавель шесть раз становился чемпионом Беларуси в составе «Динамо», дважды выигрывал Кубок. Под руководством Владимира Ивановича минчане мощно начинают сезон. 5 побед и 1 ничья на старте чемпионата. После 4-го тура «Динамо» впервые с 2004 года единолично возглавило турнирную таблицу. У минчан самая надёжная оборона (меньше всего пропущенных мячей, первый пропущенный — в 6-м туре). Летом команда выдаёт восьмиматчевую победную серию в чемпионате Беларуси. Параллельно столичный клуб начинает самый успешный еврокубковый сезон в суверенной истории. Минчане без проигрышей проходят квалификацию Лиги Европы 2014/15: во 2-м раунде преодолено сопротивление финской МюПы (3:0, 0:0), в 3-м раунде дважды обыгран румынский «Клуж» (1:0, 2:0), в плей-офф — две победы над португальским «Насьоналем» (2:0, 3:2). «Динамо» стало второй командой из Беларуси, сыгравшей на групповом этапе Лиге Европы. Жеребьёвка определила минчан в группу К, в которую также попали итальянская «Фиорентина», греческий «ПАОК» и французский «Генгам». Старт на групповом этапе оказался сверхнеудачным — разгромное поражение от ПАОКа (1:6). Далее последовало домашнее поражение от «Фиорентины» (0:3). В первом из двух «спаянных» матчей с «Генгамом» столичная команда владела инициативой, однако добилась лишь ничьи (0:0) и первого очка на групповых этапах. Во втором матче в равной игре «Динамо» проиграло французам (0:2) и лишилось права на выход из группы. В равной домашней игре с греками минчане пропускают в последние десять минут матча, итог — поражение (0:2). В заключительном матче во Флоренции «Динамо» сенсационно обыгрывает «Фиорентину» (2:1). Ворота итальянцев поразили Сергей Концевой (39 минута) и Неманья Николич (55), один мяч отыграл Марко Марин (88). Минчане набрали 4 очка и заняли последнее место в группе. Несмотря на уверенный ход в первой части чемпионата (домашняя победная серия во всех турнирах составила 11 матчей, длилась с начала сезона и прервалась 13 августа в матче 19-го тура чемпионата), осеннюю часть «Динамо» провело неудачно. Столичная команда проиграла ключевые матчи и так и не смогла вернуть первую строчку. Итог сезона — серебряные медали чемпионата Беларуси. Председатель клуба оказался не впечатлён результатами сезона, однолетний контракт продлён не был, и тренер покинул команду.

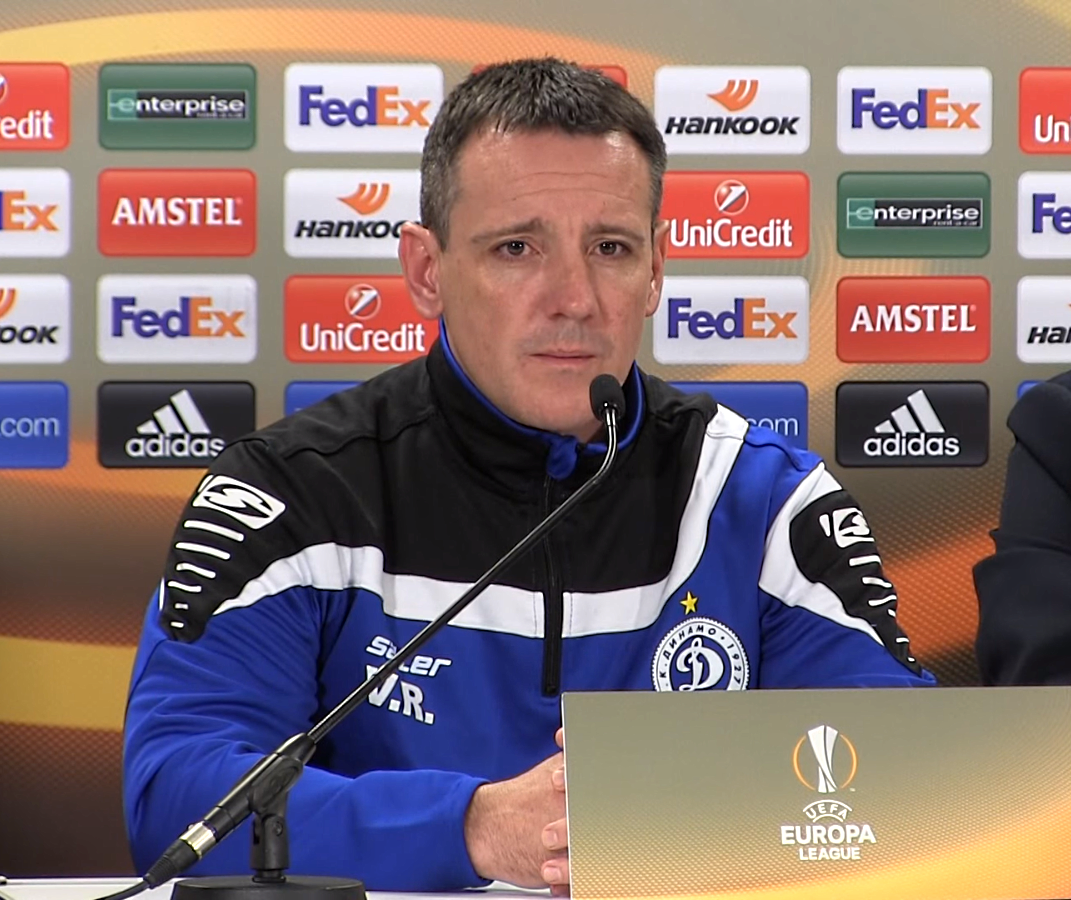
Вук Рашович на пресс-конференции перед матчем Рапид — «Динамо»

Новым главным тренером стал чех Душан Угрин-младший. После вылета команды из Кубка Беларуси (стадия полуфинала), а также плохого старта в чемпионате Беларуси был отстранён от занимаемой должности. Исполняющим обязанности, а впоследствии и главным тренером, назначен спортивный директор клуба серб Вук Рашович. После смены наставника результаты команды улучшились. Динамо смогло подняться на вторую строчку, однако первое место вновь оказалось недостижимо — слишком много очков было потеряно на старте. В Лиге Европы минчане повторили прошлогодний успех: пробились в групповой этап. В квалификации были пройдены: болгарское «Черно море» (1:1, 4:0), швейцарский «Цюрих» (1:0, 1:1 — в дополнительное время решающий мяч забил Фатос Бечирай) и австрийский «Ред Булл» (2:0, 0:2 — победа 3:2 по пенальти. В драматичной серии «Динамо» проигрывало, однако три сэйва подряд голкипера Александра Гутора помогли минчанам вырвать победу). На групповом этапе столичному клубу выпало сыграть с испанским «Вильярреалом», чешской «Викторией» и австрийским «Рапидом». Динамо вновь выступило неудачно. Гостевой проигрыш чехам — 0:2, домашний австрийцам — 0:1 . В «спаянных» матчах с «Вильярреалом» сначала последовал разгром на выезде — 0:4, а после — домашнее поражение 1:2 (мяч испанцам забил Максим Витус). Динамо потеряло шансы на выход из группы Е. В домашнем матче минчане побеждают пльзенскую «Викторию» — 1:0. Играя вдесятером, «Динамо» в добавленное время второго тайма получило право пробить пенальти. К «точке» подошёл Ненад Адамович, голкипер отразил удар, но Ненад добил мяч в ворота. В заключительной игре минчане проигрывают в гостях «Рапиду» — 1:2 (гол австрийцам забил Мохамед Мунир). Итог сезона: серебряные медали чемпионата и последнее место в группе Лиги Европы.

### Проблемы с финансированием и национализация
В марте 2016 Юрий Чиж был задержан по подозрению в «уклонении от уплаты налогов в особо крупном размере». В мае новым председателем наблюдательного совета клуба был избран Сергей Чиж — сын Юрия.
Финансовые трудности, с которыми столкнулся клуб, наложили отпечаток на сезон 2016. В межсезонье «Динамо» отпустило лидеров команды, а заново сформированный коллектив не смог показывать стабильный результат. 15 июля новый председатель наблюдательного совета освободил от занимаемых должностей тренерский штаб, возглавляемый Вуком Рашовичем. К тому моменту минчане вылетели из розыгрыша Кубка на стадии 1/4 финала, клуб шёл на третьем месте в чемпионате. Новым главным тренером «Динамо» был назначен Сергей Боровский. Под руководством нового тренера минчане вылетели из Лиги Европы в противостоянии с сербской «Воеводиной» (1:1, 0:2), ранее были пройдены юрмальский «Спартак» (2:1, 2:0) и ирландский «Сент-Патрикс Атлетик» (1:1, 1:0). Чемпионат «Динамо» закончило на 3-й строчке.
На старте сезона 2017 минчане по итогам двух встреч с брестскими одноклубниками вылетели из Кубка Беларуси. В чемпионате «Динамо» чередовало победы с поражениями, и после 5-го тура место Сергея Боровского вновь занял Сергей Гуренко. Приход нового тренера оживил игру команды. Минчане редко теряли очки и до последнего тура боролись за первую строчку. В Лиге Европы команда дошла 3-го отборочного раунда: были пройдены фарерский НСИ (2:1, 2:0) и македонские «Работнички» (1:1, 3:0), однако последовал вылет от кипрского «АЕКа» (0:2, 1:1). Судьбу медалей чемпионата определил последний тур. На первую строчку претендовали три клуба: БАТЭ, минское «Динамо» и солигорский «Шахтёр». Для чемпионства минчанам необходимо было обыгрывать «Витебск» и ждать проигрыша борисовчан от «Городеи». «Динамо» свою игру выиграло (4:1), однако добытая на последних секундах ничья БАТЭ (3:3) сделала минчан лишь серебряными призёрами (у обеих команд стало по 68 очков, но БАТЭ имел преимущество в личных встречах).
22 мая 2019 года Экономический суд города Минска признал недействительным изменение уставного фонда в 1999 году, в результате которого Юрий Чиж получил контроль над клубом. В результате контрольный пакет акций команды оказался у Мингорисполкома.

## Дерби и противостояния
У «Динамо» есть принципиальное противостояние — «белорусское классико», противостояние с БАТЭ.
Вторым противостоянием минчан является «Динамовское дерби», против футбольного клуба «Динамо-Брест».

## Достижения

### СССР
Чемпионат СССР (Высшая лига)
- Чемпион: 1982
- Бронзовый призёр (3): 1954, 1963, 1983

Чемпионат СССР (Первая лига)
- Чемпион (2): 1953, 1956
- Серебряный призёр (2): 1951, 1975
- Бронзовый призёр (2): 1974, 1978

Кубок СССР
- Финалист (2): 1965, 1986/87

Кубок Футбольного союза СССР
- Финалист: 1989

Чемпионат БССР
- Чемпион (6): 1937, 1938, 1939, 1945, 1951, 1975
- Серебряный призёр (5): 1934, 1935, 1946, 1952, 1977
- Бронзовый призёр (2): 1940, 1947

Кубок БССР
- Обладатель (2): 1936, 1940
- Финалист: 1945

### Беларусь
Чемпионат Беларуси
- Чемпион (9): 1992, 1992/93, 1993/94, 1994/95, 1995, 1997, 2004, 2023, 2024
- Вице-чемпион (9): 1996, 2001, 2005, 2006, 2008, 2009, 2014, 2015, 2017
- Бронзовый призёр (7): 2000, 2003, 2012, 2013, 2016, 2018, 2021

Кубок Беларуси
- Обладатель (3): 1992, 1993/94, 2002/03.
- Финалист (3): 1995/96, 1997/98, 2012/13

Суперкубок Беларуси (Кубок сезона)
- Обладатель (2): 1994, 2025

Чемпионат Беларуси среди дублёров
- Чемпион (11): 2004, 2005, 2006, 2007, 2009, 2010, 2014, 2018, 2020, 2021, 2023
- Серебряный призёр (4): 2002, 2011, 2012, 2019
- Бронзовый призёр (3): 2013, 2017, 2022

### Европейские
Кубок европейских чемпионов / Лига чемпионов УЕФА
- Четвертьфиналист: 1983/84

Кубок УЕФА / Лига Европы
- Четвертьфиналист: 1984/85

Кубок обладателей кубков УЕФА
- Четвертьфиналист: 1987/88

### Футбольные призы
- За справедливую игру: 1961
- За волю к победе: 1976 (в), 1982
- Кубок прогресса: 1979, 1982
- Агрессивному гостю: 1982
- Гроза авторитетов: 1986
- Имени Григория Федотова: 1982

## Статистика выступлений
Список сезонов минского «Динамо», о которых есть статьи в Википедии, см. здесь.

### Чемпионат и Кубок СССР
| «Динамо» в чемпионате СССР | «Динамо» в чемпионате СССР  | «Динамо» в чемпионате СССР | «Динамо» в чемпионате СССР | «Динамо» в чемпионате СССР | «Динамо» в чемпионате СССР | «Динамо» в чемпионате СССР | «Динамо» в чемпионате СССР | «Динамо» в чемпионате СССР | «Динамо» в чемпионате СССР                                      |
| Год                        | Лига                        | И                          | В                          | Н                          | П                          | М                          | О                          | Место                      | Бомбардиры                                                      |
| -------------------------- | --------------------------- | -------------------------- | -------------------------- | -------------------------- | -------------------------- | -------------------------- | -------------------------- | -------------------------- | --------------------------------------------------------------- |
| 1940                       | Группа Б                    | 26                         | 10                         | 6                          | 10                         | 42 — 41                    | 26                         | 6 (14)                     |                                                                 |
| 1945                       | Первая группа               | 22                         | 5                          | 7                          | 10                         | 20 — 39                    | 17                         | 9 (12)                     |                                                                 |
| 1946                       | Первая группа               | 22                         | 3                          | 7                          | 12                         | 22 — 43                    | 13                         | 11 (12)                    |                                                                 |
| 1947                       | Первая группа               | 24                         | 5                          | 4                          | 15                         | 17 — 46                    | 14                         | 12 (13)                    |                                                                 |
| 1948                       | Первая группа               | 26                         | 5                          | 8                          | 13                         | 38 — 62                    | 18                         | 12 (14)                    |                                                                 |
| 1949                       | Первая группа               | 34                         | 8                          | 6                          | 20                         | 36 — 73                    | 22                         | 15 (18)                    |                                                                 |
| 1950                       | Класс А                     | 36                         | 9                          | 5                          | 22                         | 44 — 73                    | 23                         | 17 (23)                    | Н. Бармашёв — 11                                                |
| 1951                       | Класс Б                     | 34                         | 21                         | 7                          | 6                          | 57 — 30                    | 49                         | 2 (18)                     | Н. Шевелянчик — 20                                              |
| 1952                       | Класс А                     | 13                         | 1                          | 3                          | 9                          | 10 — 29                    | 5                          | 14 (14)                    | Н. Шевелянчик, И. Мозер, В. Васильев, В. Юров — 2               |
| 1953                       | Класс Б, 1-6 места          | 22                         | 13                         | 7                          | 2                          | 36 — 13                    | 33                         | 1 (27)                     | А. Егоров — 4                                                   |
| 1954                       | Класс А                     | 24                         | 12                         | 6                          | 6                          | 29 — 23                    | 30                         | 3 (13)                     | А. Егоров — 7                                                   |
| 1955                       | Класс А                     | 22                         | 2                          | 6                          | 14                         | 13 — 32                    | 10                         | 12 (12)                    | А. Егоров — 3                                                   |
| 1956                       | Класс Б, 1 зона             | 34                         | 18                         | 11                         | 5                          | 45 — 26                    | 47                         | 1 (18)                     | Д. Корнеев — 9                                                  |
| 1957                       | Класс А                     | 22                         | 1                          | 7                          | 14                         | 11 — 40                    | 9                          | 12 (12)                    | Л. Никуленко — 3                                                |
| 1958                       | Класс Б, 3 зона             | 30                         | 18                         | 5                          | 7                          | 56 — 25                    | 41                         | 2 (16)                     | Л. Ероховец — 10                                                |
| 1959                       | Класс Б, 2 зона             | 28                         | 13                         | 5                          | 10                         | 33 — 28                    | 31                         | 7 (15)                     | Г. Хасин — 9                                                    |
| 1960                       | Класс А, 7-12 места         | 30                         | 13                         | 5                          | 12                         | 32 — 39                    | 31                         | 10 (22)                    | Г. Хасин — 13                                                   |
| 1961                       | Класс А, 11-22 места        | 32                         | 7                          | 10                         | 15                         | 29 — 44                    | 24                         | 19 (22)                    | М. Мустыгин — 7                                                 |
| 1962                       | Класс А, 13-22 места        | 30                         | 10                         | 6                          | 14                         | 34 — 41                    | 26                         | 19 (22)                    | М. Мустыгин — 17                                                |
| 1963                       | Первая группа А             | 38                         | 18                         | 12                         | 8                          | 47 — 27                    | 48                         | 3 (20)                     | Э. Малофеев — 21                                                |
| 1964                       | Первая группа А             | 32                         | 7                          | 17                         | 8                          | 24 — 21                    | 31                         | 9 (17)                     | Э. Малофеев — 10                                                |
| 1965                       | Первая группа А             | 32                         | 14                         | 9                          | 9                          | 37 — 27                    | 37                         | 4 (17)                     | Э. Малофеев — 17                                                |
| 1966                       | Первая группа А             | 36                         | 11                         | 13                         | 12                         | 36 — 39                    | 35                         | 11 (19)                    | М. Мустыгин — 8                                                 |
| 1967                       | Первая группа А             | 36                         | 13                         | 17                         | 6                          | 47 — 31                    | 43                         | 4 (19)                     | М. Мустыгин — 19                                                |
| 1968                       | Первая группа А             | 38                         | 17                         | 12                         | 9                          | 52 — 36                    | 46                         | 6 (20                      | Э. Малофеев — 11                                                |
| 1969                       | Первая группа А, 1-14 места | 32                         | 8                          | 11                         | 13                         | 22 — 37                    | 27                         | 13 (14)                    | В. Коберский, Е. Талейко — 4                                    |
| 1970                       | Высшая группа А             | 32                         | 11                         | 10                         | 11                         | 33 — 29                    | 32                         | 9 (17)                     | А. Васильев — 9                                                 |
| 1971                       | Высшая                      | 30                         | 8                          | 12                         | 10                         | 36 — 43                    | 28                         | 11 (16)                    | Э. Малофеев — 16                                                |
| 1972                       | Высшая                      | 30                         | 10                         | 11                         | 9                          | 27 — 28                    | 31                         | 8 (16)                     | А. Васильев — 9                                                 |
| 1973                       | Высшая                      | 30                         | 7                          | 3+6                        | 14                         | 21 — 36                    | 17                         | 15 (16)                    | И. Григорьев, А. Васильев, В. Курнев, В. Словак, Г. Воронин — 3 |
| 1974                       | Первая                      | 38                         | 21                         | 9                          | 8                          | 60 — 38                    | 51                         | 3 (20)                     | Э. Малофеев — 14                                                |
| 1975                       | Первая                      | 38                         | 21                         | 8                          | 9                          | 52 — 31                    | 50                         | 2 (20)                     | И. Григорьев — 13                                               |
| 1976 (в)                   | Высшая                      | 15                         | 6                          | 3                          | 6                          | 17 — 18                    | 15                         | 9 (16)                     | П. Василевский — 5                                              |
| 1976 (о)                   | Высшая                      | 15                         | 2                          | 4                          | 9                          | 10 — 21                    | 8                          | 16 (16)                    | А. Прокопенко, А. Байдачный — 4                                 |
| 1977                       | Первая                      | 38                         | 19                         | 9                          | 10                         | 48 — 29                    | 47                         | 4 (20)                     | А. Прокопенко — 11                                              |
| 1978                       | Первая                      | 38                         | 21                         | 11                         | 6                          | 57 — 28                    | 53                         | 3 (20)                     | А. Прокопенко — 16                                              |
| 1979                       | Высшая                      | 34                         | 15                         | 6                          | 13                         | 48 — 38                    | 36                         | 6 (18)                     | А. Прокопенко — 14                                              |
| 1980                       | Высшая                      | 34                         | 11                         | 12                         | 11                         | 41 — 42                    | 32 (-2)                    | 10 (18)                    | П. Василевский — 10                                             |
| 1981                       | Высшая                      | 34                         | 11                         | 13                         | 10                         | 44 — 39                    | 32                         | 9 (18)                     | П. Василевский — 14                                             |
| 1982                       | Высшая                      | 34                         | 19                         | 9                          | 6                          | 63 — 35                    | 47                         | 1 (18)                     | И. Гуринович — 13                                               |
| 1983                       | Высшая                      | 34                         | 17                         | 9                          | 8                          | 51 — 34                    | 43                         | 3 (18)                     | И. Гуринович — 17                                               |
| 1984                       | Высшая                      | 34                         | 15                         | 13                         | 6                          | 43 — 28                    | 40 (-3)                    | 5 (18)                     | Г. Кондратьев — 12                                              |
| 1985                       | Высшая                      | 34                         | 16                         | 9                          | 9                          | 40 — 31                    | 41                         | 4 (18)                     | Г. Кондратьев — 11                                              |
| 1986                       | Высшая                      | 30                         | 10                         | 8                          | 12                         | 37 — 40                    | 28                         | 10 (16)                    | Г. Кондратьев — 13                                              |
| 1987                       | Высшая                      | 30                         | 12                         | 9                          | 9                          | 33 — 25                    | 33                         | 5 (16)                     | Г. Кондратьев — 10                                              |
| 1988                       | Высшая                      | 30                         | 7                          | 11                         | 12                         | 29 — 34                    | 25                         | 12 (16)                    | С. Широкий — 5                                                  |
| 1989                       | Высшая                      | 30                         | 11                         | 7                          | 12                         | 35 — 33                    | 29                         | 9 (16)                     | А. Метлицкий, С. Герасимец — 5                                  |
| 1990                       | Высшая                      | 24                         | 6                          | 3                          | 15                         | 20 — 34                    | 15                         | 12 (13)                    | М. Мархель — 6                                                  |
| 1991                       | Высшая                      | 30                         | 9                          | 11                         | 10                         | 29 — 31                    | 29                         | 8 (16)                     | В. Величко — 9                                                  |

Рекорды чемпионатов СССР
- В Высшей лиге — 1157 матчей, 377 побед, 340 ничьих, 440 поражений, мячей забито / пропущено — 1271 / 1443[27].
- Самая крупная победа в Высшей лиге — 7:0 над «Динамо» (Москва) (1982).
- Самое крупное поражение в Высшей лиге — 0:7 от «Спартак» (Москва) (1986), 1:8 от «Спартак» (Москва) (1947).
- В Первой лиге — 326 матчей, 175 побед, 78 ничьих, 73 поражения, мячей забито / пропущено — 486 / 289[28].
- Самая крупная победа в Первой лиге — 6:1 над «Красная заря» (1940), 5:0 над СКА (Ростов-на-Дону) (1977).
- Самое крупное поражение в Первой лиге — 2:6 от «Динамо» (Харьков) (1940), 1:5 от «Нефтчи» (1975), 0:4 от «Пищевик» (Москва) (1940), 0:4 от «Торпедо» (Сталинград) (1951).

| 1936    | 1/64 финала                       |
| 1937    | 1/64 финала                       |
| 1938    | 13-я (белорусская) зона, 2-й круг |
| 1945    | 1/16 финала                       |
| 1946    | 1/8 финала                        |
| 1947    | 1/8 финала                        |
| 1948    | 1/8 финала                        |
| 1949    | 1/16 финала                       |
| 1950    | 1/8 финала                        |
| 1951    | 1/64 финала                       |
| 1952    | 1/8 финала                        |
| 1953    | 1/128 финала                      |
| 1954    | 1/8 финала                        |
| 1955    | 1/4 финала                        |
| 1957    | 1/8 финала                        |
| 1958    | Зона 3, 1/8 финала                |
| 1959/60 | Зона 2, 1/4 финала                |
| 1961    | 1/16 финала                       |
| 1962    | 1/8 финала                        |
| 1963    | 1/4 финала                        |
| 1964    | 1/16 финала                       |
| 1965    | Финал                             |
| 1965/66 | 1/2 финала                        |
| 1966/67 | 1/8 финала                        |
| 1967/68 | 1/8 финала                        |
| 1969    | 1/16 финала                       |
| 1970    | 1/8 финала                        |
| 1971    | 1/8 финала                        |
| 1972    | 1/16 финала                       |
| 1973    | 1/8 финала                        |
| 1974    | 1/16 финала                       |
| 1975    | 1/16 финала                       |
| 1976    | 1/16 финала                       |
| 1977    | 1/8 финала                        |
| 1978    | 1/32 финала                       |
| 1979    | Зональный этап, 2-я зона          |
| 1980    | 1/8 финала                        |
| 1981    | 1/4 финала                        |
| 1982    | 1/4 финала                        |
| 1983    | 1/16 финала                       |
| 1984    | 1/2 финала                        |
| 1984/85 | 1/4 финала                        |
| 1985/86 | 1/4 финала                        |
| 1986/87 | Финал                             |
| 1987/88 | 1/16 финала                       |
| 1988/89 | 1/4 финала                        |
| 1989/90 | 1/4 финала                        |
| 1990/91 | 1/4 финала                        |
| 1991/92 | 1/8 финала                        |

Рекорды Кубка СССР
- Количество участий — 49.
- В Кубке СССР — 133 матча, 60 побед, 21 ничья, 52 поражения, мячей забито / пропущено — 174 / 138[30].
- Самая крупная победа в Кубке — 7:1 над «Буревестник» (Бендеры) (1950), 6:0 над «Терек» (Грозный) (1980).
- Самое крупное поражение в Кубке — 0:5 от СКА (Ростов-на-Дону) (1962).

| 1986 | Группа Г, 4-е место |
| 1987 | 1/4 финала          |
| 1988 | 1/4 финала          |
| 1989 | Финал               |
| 1990 | 1/2 финала          |

Рекорды Кубка Федерации футбола СССР
- Количество участий — 5.
- В Кубке Федерации футбола — 30 матчей, 15 побед, 5 ничьих, 10 поражений, мячей забито / пропущено — 48 / 36[31].
- Самая крупная победа в Кубке — 3:0 над «Зенит» (1987), 3:0 над «Динамо» (Тбилиси) (1989).
- Самое крупное поражение в Кубке — 0:3 от «Кайрат» (1988).

### Чемпионат и Кубок Беларуси
| «Динамо» в чемпионате Беларуси | «Динамо» в чемпионате Беларуси | «Динамо» в чемпионате Беларуси | «Динамо» в чемпионате Беларуси | «Динамо» в чемпионате Беларуси | «Динамо» в чемпионате Беларуси | «Динамо» в чемпионате Беларуси | «Динамо» в чемпионате Беларуси | «Динамо» в чемпионате Беларуси | «Динамо» в чемпионате Беларуси |
| Год                            | Лига                           | И                              | В                              | Н                              | П                              | М                              | О                              | Место                          | Бомбардиры                     |
| ------------------------------ | ------------------------------ | ------------------------------ | ------------------------------ | ------------------------------ | ------------------------------ | ------------------------------ | ------------------------------ | ------------------------------ | ------------------------------ |
| 1992                           | Высшая                         | 15                             | 11                             | 3                              | 1                              | 38 — 7                         | 25                             | 1 (16)                         | В. Белькевич — 7               |
| 1992/93                        | Высшая                         | 32                             | 26                             | 5                              | 1                              | 90 — 25                        | 57                             | 1 (17)                         | С. Барановский — 17            |
| 1993/94                        | Высшая                         | 30                             | 24                             | 4                              | 2                              | 76 — 20                        | 52                             | 1 (16)                         | П. Качуро — 14                 |
| 1994/95                        | Высшая                         | 30                             | 20                             | 8                              | 2                              | 83 — 24                        | 48                             | 1 (16)                         | Е. Кашенцев — 18               |
| 1995                           | Высшая                         | 15                             | 12                             | 2                              | 1                              | 42 — 13                        | 38                             | 1 (16)                         | П. Качуро — 15                 |
| 1996                           | Высшая                         | 30                             | 23                             | 6                              | 1                              | 83 — 20                        | 75                             | 2 (16)                         | В. Маковский — 23              |
| 1997                           | Высшая                         | 30                             | 21                             | 7                              | 2                              | 74 — 24                        | 70                             | 1 (16)                         | В. Маковский — 16              |
| 1998                           | Высшая                         | 28                             | 11                             | 6                              | 11                             | 39 — 38                        | 39                             | 8 (15)                         | А. Вяжевич — 7                 |
| 1999                           | Высшая                         | 30                             | 14                             | 9                              | 7                              | 51 — 30                        | 51                             | 6 (16)                         | А. Вяжевич — 15                |
| 2000                           | Высшая                         | 30                             | 19                             | 5                              | 6                              | 49 — 21                        | 62                             | 3 (16)                         | А. Вяжевич, С. Ковальчук — 9   |
| 2001                           | Высшая                         | 26                             | 16                             | 5                              | 5                              | 52 — 21                        | 53                             | 2 (14)                         | П. Качуро — 12                 |
| 2002                           | Высшая                         | 26                             | 12                             | 6                              | 8                              | 44 — 28                        | 42                             | 7 (14)                         | М. Цыгалко — 11                |
| 2003                           | Высшая                         | 30                             | 20                             | 4                              | 6                              | 62 — 24                        | 64                             | 3 (16)                         | С. Корниленко — 18             |
| 2004                           | Высшая                         | 30                             | 24                             | 3                              | 3                              | 64 — 18                        | 75                             | 1 (16)                         | А. Разин — 12                  |
| 2005                           | Высшая                         | 26                             | 15                             | 5                              | 6                              | 50 — 26                        | 50                             | 2 (14)                         | Л. Ковель — 9                  |
| 2006                           | Высшая                         | 26                             | 15                             | 7                              | 4                              | 44 — 22                        | 52                             | 2 (14)                         | Эду — 10                       |
| 2007                           | Высшая                         | 26                             | 8                              | 11                             | 7                              | 27 — 28                        | 35                             | 9 (14)                         | Б. Мбанангой — 7               |
| 2008                           | Высшая                         | 30                             | 19                             | 5                              | 6                              | 49 — 29                        | 62                             | 2 (16)                         | Р. Рак — 10                    |
| 2009                           | Высшая                         | 26                             | 14                             | 8                              | 4                              | 38 — 18                        | 50                             | 2 (14)                         | А. Гаврюшко — 8                |
| 2010                           | Высшая                         | 33                             | 17                             | 5                              | 11                             | 49 — 34                        | 56                             | 4 (12)                         | С. Кисляк — 9                  |
| 2011                           | Высшая                         | 33                             | 14                             | 7                              | 12                             | 50 — 43                        | 49                             | 4 (12)                         | Б. Фурлан — 11                 |
| 2012                           | Высшая                         | 30                             | 16                             | 8                              | 6                              | 37 — 19                        | 56                             | 3 (11)                         | С. Драгун — 7                  |
| 2013                           | Высшая                         | 32                             | 15                             | 9                              | 8                              | 44 — 33                        | 54                             | 3 (12)                         | Э. Фигередо — 10               |
| 2014                           | Высшая                         | 32                             | 18                             | 7                              | 7                              | 44 — 21                        | 61                             | 2 (12)                         | Н. Адамович, И. Стасевич — 8   |
| 2015                           | Высшая                         | 26                             | 15                             | 8                              | 3                              | 36 — 13                        | 53                             | 2 (14)                         | Ч. Удожи — 10                  |
| 2016                           | Высшая                         | 30                             | 15                             | 10                             | 5                              | 46 — 28                        | 55                             | 3 (16)                         | В. Хващинский — 8              |
| 2017                           | Высшая                         | 30                             | 22                             | 2                              | 6                              | 46 — 15                        | 68                             | 2 (16)                         | А. Сарока — 12                 |
| 2018                           | Высшая                         | 30                             | 18                             | 9                              | 3                              | 41 — 17                        | 63                             | 3 (16)                         | В. Хващинский — 6              |
| 2019                           | Высшая                         | 30                             | 15                             | 5                              | 10                             | 43 — 39                        | 50                             | 4 (16)                         | Е. Зубович — 8                 |

Рекорды чемпионатов Беларуси
- В Высшей лиге — с чемпионата 1992 года. Баланс игр: 822 матча, 489 побед, 179 ничьих, 154 поражения, мячей забито / пропущено — 1492 / 703 (по состоянию на 1 декабря 2019).
- Самая крупная победа — 8:0 («Шахтёр», 1993/94).
- Самое крупное поражение — 0:5 («Динамо» (Брест), 1998).
- Наибольшее число матчей в чемпионатах — В. Володенков (248).
- Лучшие бомбардиры: в чемпионатах — П.Качуро (68), за сезон — В. Маковский (23, 1996).
- Самые полезные: в чемпионатах — В. Белькевич — 107 (54+53), за сезон — В. Маковский — 30 (23+7), 1996.

| «Динамо» в Кубке Беларуси | «Динамо» в Кубке Беларуси | «Динамо» в Кубке Беларуси     | «Динамо» в Кубке Беларуси | «Динамо» в Кубке Беларуси | «Динамо» в Кубке Беларуси | «Динамо» в Кубке Беларуси |
| Сезон                     | Раунд                     | Соперник                      | Дома                      | В гостях                  | Итог                      |                           |
| ------------------------- | ------------------------- | ----------------------------- | ------------------------- | ------------------------- | ------------------------- | ------------------------- |
| 1992                      | 1/16                      | ЗЛиН (Гомель), Д3             | 11:0                      |                           | 11:0                      |                           |
| 1992                      | 1/8                       | Обувщик (Лида)                |                           | 6:0                       | 6:0                       |                           |
| 1992                      | 1/4                       | Торпедо (Минск)               | 2:1                       |                           | 2:1                       |                           |
| 1992                      | 1/2                       | Металлург (Молодечно)         | 3:2                       |                           | 3:2                       |                           |
| 1992                      | Финал                     | Днепр (Могилёв)               |                           | 6:1                       | 6:1                       |                           |
| 1992/93                   | 1/16                      | АФВИС-РШВСМ (Минск)           | 8:0                       |                           | 8:0                       |                           |
| 1992/93                   | 1/8                       | Ореса (Любань)                | 5:0                       |                           | 5:0                       |                           |
| 1992/93                   | 1/4                       | Локомотив (Витебск)           | 2:2                       | 2:1                       | 4:3                       |                           |
| 1992/93                   | 1/2                       | Неман (Гродно)                | 2:3                       | 2:1                       | 4:4(гв)                   |                           |
| 1993/94                   | 1/16                      | Обувщик (Лида), Д2            |                           | 2:1(дв)                   | 2:1                       |                           |
| 1993/94                   | 1/8                       | Днепр (Могилёв)               | 2:1                       |                           | 2:1                       |                           |
| 1993/94                   | 1/4                       | Торпедо (Минск)               | 1:0                       | 0:0                       | 1:0                       |                           |
| 1993/94                   | 1/2                       | Динамо (Брест)                | 4:0                       | 2:0                       | 6:0                       |                           |
| 1993/94                   | Финал                     | Фандок (Бобруйск)             | 3:1                       |                           | 3:1                       |                           |
| 1994/95                   | 1/16                      | Динамо-Юни (Минск)            | 4:2                       |                           | 4:2                       |                           |
| 1994/95                   | 1/8                       | Молодечно                     |                           | 0:1                       | 0:1                       |                           |
| 1995/96                   | 1/16                      | Коммунальник (Пинск), Д2      |                           | 4:0                       | 4:0                       |                           |
| 1995/96                   | 1/8                       | Химик (Светлогорск), Д2       | 4:0                       |                           | 4:0                       |                           |
| 1995/96                   | 1/4                       | Фомальгаут (Борисов), Д2      | 3:1                       |                           | 3:1                       |                           |
| 1995/96                   | 1/2                       | Динамо-93 (Минск)             | 4:0                       |                           | 4:0                       |                           |
| 1995/96                   | Финал                     | МПКЦ (Мозырь)                 | 1:4                       |                           | 1:4                       |                           |
| 1996/97                   | 1/16                      | Строитель (Старые Дороги), Д2 |                           | 4:0                       | 4:0                       |                           |
| 1996/97                   | 1/8                       | Молодечно                     |                           | 2:0(дв)                   | 2:0(дв)                   |                           |
| 1996/97                   | 1/4                       | Динамо (Брест)                | 1:0                       |                           | 1:0                       |                           |
| 1996/97                   | 1/2                       | Динамо-93 (Минск)             | 2:4(дв)                   |                           | 2:4(дв)                   |                           |
| 1997/98                   | 1/16                      | Пинск-900 (Пинск)             |                           | 4:2                       | 4:2                       |                           |
| 1997/98                   | 1/8                       | Шахтёр (Солигорск)            |                           | 1:1(4:2п)                 | 1:1(4:2п)                 |                           |
| 1997/98                   | 1/4                       | Славия (Мозырь)               | 1:1(4:3п)                 |                           | 1:1(4:3п)                 |                           |
| 1997/98                   | 1/2                       | Днепр-Трансмаш (Могилёв)      | 1:0                       |                           | 1:0                       |                           |
| 1997/98                   | Финал                     | Локомотив-96 (Витебск)        | 1:2(дв)                   |                           | 1:2(дв)                   |                           |
| 1998/99                   | 1/16                      | Торпедо (Жодино), Д2          |                           | 3:2                       | 3:2                       |                           |
| 1998/99                   | 1/8                       | Славия (Мозырь)               | 2:4                       |                           | 2:4                       |                           |
| 1999/2000                 | 1/16                      | Озерцы (Глубокое), Д3         |                           | 4:1                       | 4:1                       |                           |
| 1999/2000                 | 1/8                       | Локомотив-96 (Витебск)        |                           | 0:0(3:4п)                 | 0:0(3:4п)                 |                           |
| 2000/01                   | 1/16                      | Дарида (Минский район), Д3    |                           | 2:1(дв)                   | 2:1(дв)                   |                           |
| 2000/01                   | 1/8                       | Гранит (Микашевичи), Д2       | 3:1                       |                           | 3:1                       |                           |
| 2000/01                   | 1/4                       | Шахтёр (Солигорск)            | 3:2                       | 3:1                       | 6:3                       |                           |
| 2000/01                   | 1/2                       | Славия (Мозырь)               | 0:1                       | 1:1                       | 1:2                       |                           |
| 2001/02                   | 1/8                       | Нафтан (Новополоцк)           |                           | 1:0(дв)                   | 1:0(дв)                   |                           |
| 2001/02                   | 1/4                       | Гомель                        | 1:1(2:3п)                 | 1:1                       | 2:2(2:3п)                 |                           |
| 2002/03                   | 1/8                       | Шахтёр (Солигорск)            |                           | 1:0                       | 1:0                       |                           |
| 2002/03                   | 1/4                       | БАТЭ (Борисов)                |                           | 1:0                       | 1:0                       |                           |
| 2002/03                   | 1/2                       | Гомель                        | 2:0                       | 0:0                       | 2:0                       |                           |
| 2002/03                   | Финал                     | Локомотив (Минск)             | 2:0                       |                           | 2:0                       |                           |
| 2003/04                   | 1/16                      | Берёза, Д2                    |                           | 2:0                       | 2:0                       |                           |
| 2003/04                   | 1/8                       | Днепр-Трансмаш (Могилёв)      | 5:1                       |                           | 5:1                       |                           |
| 2003/04                   | 1/4                       | Нафтан (Новополоцк)           |                           | 0:1                       | 0:1                       |                           |
| 2004/05                   | 1/16                      | Ведрич-97 (Речица), Д2        |                           | 1:1(5:3п)                 | 1:1(5:3п)                 |                           |
| 2004/05                   | 1/8                       | Белшина (Бобруйск), Д2        |                           | 0:1(дв)                   | 0:1(дв)                   |                           |
| 2005/06                   | 1/16                      | Локомотив (Витебск), Д2       |                           | 4:2                       | 4:2                       |                           |
| 2005/06                   | 1/8                       | Нафтан (Новополоцк)           |                           | 4:0                       | 4:0                       |                           |
| 2005/06                   | 1/4                       | Шахтёр (Солигорск)            | 0:1                       | 0:1                       | 0:2                       |                           |
| 2006/07                   | 1/16                      | Вертикаль (Калинковичи), Д3   |                           | 4:0                       | 4:0                       |                           |
| 2006/07                   | 1/8                       | Ведрич-97 (Речица), Д2        | 3:0                       | 4:0                       | 7:0                       |                           |
| 2006/07                   | 1/4                       | Неман (Гродно)                | 0:3                       | 2:1                       | 2:4                       |                           |
| 2007/08                   | 1/16                      | Славия (Мозырь), Д2           |                           | 4:1                       | 4:1                       |                           |
| 2007/08                   | 1/8                       | Локомотив (Минск)             | 0:1                       | 2:0                       | 2:1                       |                           |
| 2007/08                   | 1/4                       | Днепр (Могилёв)               | 1:0(дв)                   | 0:0                       | 1:0(дв)                   |                           |
| 2007/08                   | 1/2                       | Шахтёр (Солигорск)            | 2:3                       | 0:1                       | 2:4                       |                           |
| 2008/09                   | 1/16                      | Белшина (Бобруйск), Д2        |                           | 0:2                       | 0:2                       |                           |
| 2009/10                   | 1/16                      | Звезда-БГУ (Минск), Д3        |                           | 7:1                       | 7:1                       |                           |
| 2009/10                   | 1/8                       | Днепр (Могилёв)               | 3:0                       | 4:2                       | 7:2                       |                           |
| 2009/10                   | 1/4                       | ДСК (Гомель), Д2              | 1:3                       | 2:0                       | 3:3(гв)                   |                           |
| 2010/11                   | 1/16                      | Сморгонь                      |                           | 2:1                       | 2:1                       |                           |
| 2010/11                   | 1/8                       | Партизан (Минск)              |                           | 0:1                       | 0:1                       |                           |
| 2011/12                   | 1/16                      | Слуцк, Д2                     |                           | 2:1                       | 2:1                       |                           |
| 2011/12                   | 1/8                       | Неман (Гродно)                |                           | 1:2                       | 1:2                       |                           |
| 2012/13                   | 1/16                      | Ведрич-97 (Речица), Д2        |                           | 1:0                       | 1:0                       |                           |
| 2012/13                   | 1/8                       | Волна (Пинск), Д2             | 5:0                       |                           | 5:0                       |                           |
| 2012/13                   | 1/4                       | Шахтёр (Солигорск)            | 0:0(4:2п)                 |                           | 0:0(4:2п)                 |                           |
| 2012/13                   | 1/2                       | СКВИЧ (Минск), Д2             | 5:0                       |                           | 5:0                       |                           |
| 2012/13                   | Финал                     | Минск                         | 1:1(1:4п)                 |                           | 1:1(1:4п)                 |                           |
| 2013/14                   | 1/8                       | Белшина (Бобруйск)            |                           | 0:2                       | 0:2                       |                           |
| 2014/15                   | 1/8                       | Днепр (Могилёв)               |                           | 1:0                       | 1:0                       |                           |
| 2014/15                   | 1/4                       | Витебск                       | 1:2                       | 3:1(дв)                   | 4:3(дв)                   |                           |
| 2014/15                   | 1/2                       | БАТЭ (Борисов)                | 1:3                       | 0:0                       | 1:3                       |                           |
| 2015/16                   | 1/16                      | Смолевичи-СТИ, Д2             | 2:0                       | 5:2                       | 7:2                       |                           |
| 2015/16                   | 1/8                       | Неман (Гродно)                | 1:1                       | 1:0                       | 2:1                       |                           |
| 2015/16                   | 1/4                       | Торпедо-БелАЗ                 | 1:0                       | 0:2(дв)                   | 1:2(дв)                   |                           |
| 2016/17                   | 1/16                      | Гомель, Д2                    |                           | 1:0                       | 1:0                       |                           |
| 2016/17                   | 1/8                       | Городея                       |                           | 0:0(4:1п)                 | 0:0(4:1п)                 |                           |
| 2016/17                   | 1/4                       | Динамо (Брест)                | 2:2                       | 0:0                       | 2:2(гв)                   |                           |
| 2017/18                   | 1/16                      | Чисть, Д3                     |                           | 4:0                       | 4:0                       |                           |
| 2017/18                   | 1/8                       | Днепр (Могилёв)               | 0:1                       |                           | 0:1                       |                           |
| 2018/19                   | 1/16                      | Энергетик-БГАТУ, Д3           |                           | 7:0                       | 7:0                       |                           |
| 2018/19                   | 1/8                       | Минск                         | 2:0                       |                           | 2:0                       |                           |
| 2018/19                   | 1/4                       | Слуцк                         | 2:0                       | 0:1                       | 2:1                       |                           |
| 2018/19                   | 1/2                       | Витебск                       | 0:0                       | 0:1                       | 0:1                       |                           |
| 2019/20                   | 1/16                      | Гранит (Микашевичи), Д2       |                           | 2:0                       | 2:0                       |                           |
| 2019/20                   | 1/8                       | Гомель                        | 3:1(дв)                   |                           | 3:1(дв)                   |                           |
| 2019/20                   | 1/4                       | БАТЭ                          | 1:2                       | 2:3                       | 3:5                       |                           |

Рекорды Кубка Беларуси
- Количество участий — 29.
- Баланс игр — 116 матчей, 69 побед, 19 ничьих, 28 поражений, мячей забито / пропущено — 248 / 104 (по состоянию на 25 апреля 2020).
- Самая крупная победа — 11:0 (ЗЛиН (Гомель), 1992).
- Самые крупные поражения — 1:4 (МПКЦ, 1995/96), 0:3 («Неман» (Гродно), 2006/07).
- Свой 100-й матч в Кубке «Динамо» провело в гостях против жодинского «Торпедо-БелАЗ» (0:2, 6 апреля 2016). Тем самым столичный клуб стал первым перешагнувшим данную отметку.
- Лучший бомбардир — Сергей Герасимец (13).

### Выступления в еврокубках
| «Динамо» в еврокубках | «Динамо» в еврокубках       | «Динамо» в еврокубках | «Динамо» в еврокубках    | «Динамо» в еврокубках | «Динамо» в еврокубках | «Динамо» в еврокубках |
| Сезон                 | Соревнование                | Раунд                 | Клуб                     | Дома                  | В гостях              | Итог                  |
| --------------------- | --------------------------- | --------------------- | ------------------------ | --------------------- | --------------------- | --------------------- |
| 1983/84               | Кубок европейских чемпионов | 1 раунд               | Грассхоппер              | 1:0                   | 2:2                   | 3:2                   |
| 1983/84               | Кубок европейских чемпионов | 2 раунд               | Раба ЭТО                 | 3:1                   | 6:3                   | 9:4                   |
| 1983/84               | Кубок европейских чемпионов | 1/4 финала            | Динамо (Бухарест)        | 1:1                   | 0:1                   | 1:2                   |
| 1984/85               | Кубок УЕФА                  | 1 раунд               | ХИК                      | 4:0                   | 6:0                   | 10:0                  |
| 1984/85               | Кубок УЕФА                  | 2 раунд               | Спортинг (Лиссабон)      | 2:0                   | 0:2                   | 2:2(5:3п)             |
| 1984/85               | Кубок УЕФА                  | 3 раунд               | Видзев                   | 0:1                   | 2:0                   | 2:1                   |
| 1984/85               | Кубок УЕФА                  | 1/4 финала            | Железничар               | 1:1                   | 0:2                   | 1:3                   |
| 1986/87               | Кубок УЕФА                  | 1 раунд               | Дьёр                     | 2:4                   | 1:0                   | 3:4                   |
| 1987/88               | Кубок обладателей кубков    | 1 раунд               | Генчлербирлиги           | 2:0                   | 2:1                   | 4:1                   |
| 1987/88               | Кубок обладателей кубков    | 2 раунд               | Реал Сосьедад            | 0:0                   | 1:1                   | 1:1(гв)               |
| 1987/88               | Кубок обладателей кубков    | 1/4 финала            | Мехелен                  | 1:1                   | 0:1                   | 1:2                   |
| 1988/89               | Кубок УЕФА                  | 1 раунд               | Тракия                   | 0:0                   | 2:1                   | 2:1                   |
| 1988/89               | Кубок УЕФА                  | 2 раунд               | Виктория (Бухарест)      | 2:1                   | 0:1                   | 2:2(гв)               |
| 1993/94               | Лига чемпионов УЕФА         | 1 раунд               | Вердер                   | 1:1                   | 2:5                   | 3:6                   |
| 1994/95               | Кубок УЕФА                  | Предв. раунд          | Хибернианс               | 3:1                   | 3:4 (дв)              | 6:5                   |
| 1994/95               | Кубок УЕФА                  | 1 раунд               | Лацио                    | 0:0                   | 1:4                   | 1:4                   |
| 1995/96               | Кубок УЕФА                  | Предв. раунд          | Университатя (Крайова)   | 0:0                   | 0:0                   | 0:0(3:1п)             |
| 1995/96               | Кубок УЕФА                  | 1 раунд               | Аустрия (Вена)           | 1:0                   | 2:1                   | 3:1                   |
| 1995/96               | Кубок УЕФА                  | 2 раунд               | Вердер                   | 2:1                   | 0:5                   | 2:6                   |
| 1996/97               | Кубок УЕФА                  | Предв. раунд          | Богемианс                | 0:0                   | 1:1                   | 1:1(гв)               |
| 1996/97               | Кубок УЕФА                  | Квалиф. раунд         | Бешикташ                 | 2:1                   | 0:2                   | 2:3                   |
| 1997/98               | Кубок УЕФА                  | 1 отб. раунд          | Колхети-1913             | 1:0                   | 1:2                   | 2:2(гв)               |
| 1997/98               | Кубок УЕФА                  | 2 отб. раунд          | Лиллестрём               | 0:2                   | 0:1                   | 0:3                   |
| 1998/99               | Лига чемпионов УЕФА         | 1 отб. раунд          | Сконто                   | 1:2                   | 0:0                   | 1:2                   |
| 2001                  | Кубок Интертото             | 1 раунд               | Хобшайд                  | 6:0                   | 1:1                   | 7:1                   |
| 2001                  | Кубок Интертото             | 2 раунд               | Хапоэль (Хайфа)          | 2:0                   | 1:0                   | 3:0                   |
| 2001                  | Кубок Интертото             | 3 раунд               | Вольфсбург               | 0:0                   | 3:4                   | 3:4                   |
| 2002/03               | Кубок УЕФА                  | Предв. раунд          | ЦСКА (София)             | 1:4                   | 0:1                   | 1:5                   |
| 2003/04               | Кубок УЕФА                  | Предв. раунд          | Брондбю                  | 0:2                   | 0:3                   | 0:5                   |
| 2004                  | Кубок Интертото             | 1 раунд               | Одра (Водзислав-Слёнски) | 2:0                   | 0:1                   | 2:1                   |
| 2004                  | Кубок Интертото             | 2 раунд               | Сартид                   | 1:2                   | 3:1 (дв)              | 4:3                   |
| 2004                  | Кубок Интертото             | 3 раунд               | Лилль                    | 2:2                   | 1:2                   | 3:4                   |
| 2005/06               | Лига чемпионов УЕФА         | 1 раунд               | Анортосис                | 1:1                   | 0:1                   | 1:2                   |
| 2006/07               | Кубок УЕФА                  | 1 квал. раунд         | Заглембе (Любин)         | 0:0                   | 1:1                   | 1:1(гв)               |
| 2006/07               | Кубок УЕФА                  | 2 квал. раунд         | Артмедиа                 | 2:3                   | 1:2                   | 3:5                   |
| 2007/08               | Кубок УЕФА                  | 1 отб. раунд          | Сконто                   | 2:0                   | 1:1                   | 3:1                   |
| 2007/08               | Кубок УЕФА                  | 2 отб. раунд          | Оденсе                   | 1:1                   | 0:4                   | 1:5                   |
| 2009/10               | Лига Европы                 | 1 отб. раунд          | Ренова                   | 2:1                   | 1:1                   | 3:2                   |
| 2009/10               | Лига Европы                 | 2 отб. раунд          | Тромсё                   | 0:0                   | 1:4                   | 1:4                   |
| 2010/11               | Лига Европы                 | 2 отб. раунд          | Калев (Силламяэ)         | 5:1                   | 5:0                   | 10:1                  |
| 2010/11               | Лига Европы                 | 3 отб. раунд          | Маккаби (Хайфа)          | 3:1                   | 0:1                   | 3:2                   |
| 2010/11               | Лига Европы                 | Плей-офф              | Брюгге                   | 2:3                   | 1:2                   | 3:5                   |
| 2013/14               | Лига Европы                 | 1 отб. раунд          | Круоя                    | 5:0                   | 3:0                   | 8:0                   |
| 2013/14               | Лига Европы                 | 2 отб. раунд          | Локомотива               | 1:2                   | 3:2                   | 4:4(гв)               |
| 2013/14               | Лига Европы                 | 3 отб. раунд          | Трабзонспор              | 0:1                   | 0:0                   | 0:1                   |
| 2014/15               | Лига Европы                 | 2 отб. раунд          | МюПа-47                  | 3:0                   | 0:0                   | 3:0                   |
| 2014/15               | Лига Европы                 | 3 отб. раунд          | ЧФР Клуж                 | 1:0                   | 2:0                   | 3:0                   |
| 2014/15               | Лига Европы                 | Плей-офф              | Насьонал                 | 2:0                   | 3:2                   | 5:2                   |
| 2014/15               | Лига Европы                 | Группа K              | Фиорентина               | 0:3                   | 2:1                   | 4-е место             |
| 2014/15               | Лига Европы                 | Группа K              | ПАОК                     | 0:2                   | 1:6                   | 4-е место             |
| 2014/15               | Лига Европы                 | Группа K              | Генгам                   | 0:0                   | 0:2                   | 4-е место             |
| 2015/16               | Лига Европы                 | 2 отб. раунд          | Черно море               | 4:0                   | 1:1                   | 5:1                   |
| 2015/16               | Лига Европы                 | 3 отб. раунд          | Цюрих                    | 1:1 (дв)              | 1:0                   | 2:1                   |
| 2015/16               | Лига Европы                 | Плей-офф              | Ред Булл Зальцбург       | 2:0                   | 0:2                   | 2:2(3:2п)             |
| 2015/16               | Лига Европы                 | Группа E              | Вильярреал               | 1:2                   | 0:4                   | 4-е место             |
| 2015/16               | Лига Европы                 | Группа E              | Виктория (Пльзень)       | 1:0                   | 0:2                   | 4-е место             |
| 2015/16               | Лига Европы                 | Группа E              | Рапид (Вена)             | 0:1                   | 1:2                   | 4-е место             |
| 2016/17               | Лига Европы                 | 1 отб. раунд          | Спартак (Юрмала)         | 2:1                   | 2:0                   | 4:1                   |
| 2016/17               | Лига Европы                 | 2 отб. раунд          | Сент-Патрикс Атлетик     | 1:1                   | 1:0                   | 2:1                   |
| 2016/17               | Лига Европы                 | 3 отб. раунд          | Воеводина                | 0:2                   | 1:1                   | 1:3                   |
| 2017/18               | Лига Европы                 | 1 отб. раунд          | НСИ                      | 2:1                   | 2:0                   | 4:1                   |
| 2017/18               | Лига Европы                 | 2 отб. раунд          | Работнички               | 3:0                   | 1:1                   | 4:1                   |
| 2017/18               | Лига Европы                 | 3 отб. раунд          | АЕК (Ларнака)            | 1:1                   | 0:2                   | 1:3                   |
| 2018/19               | Лига Европы                 | 1 отб. раунд          | Дерри Сити               | 1:2                   | 2:0                   | 3:2                   |
| 2018/19               | Лига Европы                 | 2 отб. раунд          | ДАК 1904                 | 4:1                   | 3:1                   | 7:2                   |
| 2018/19               | Лига Европы                 | 3 отб. раунд          | Зенит (Санкт-Петербург)  | 4:0                   | 1:8 (дв)              | 5:8                   |
| 2019/20               | Лига Европы                 | 1 отб. раунд          | Лиепая                   | 1:2                   | 1:1                   | 2:3                   |
| 2020/21               | Лига Европы                 | 1 отб. раунд          | Пяст                     | 0:2                   |                       | 0:2                   |
| 2022/23               | Лига конференций УЕФА       | 1 отб. раунд          | Дечич                    | 1:1                   | 2:1                   | 3:2                   |
| 2022/23               | Лига конференций УЕФА       | 2 отб. раунд          | Хапоэль (Беэр-Шева)      | 0:1                   | 1:2                   | 1:3                   |
| 2023/24               | Лига конференций УЕФА       | 1 отб. раунд          | Железничар               | 1:2                   | 2:2                   | 3:4                   |
| 2024/25               | Лига чемпионов УЕФА         | 1 отб. раунд          | Пюник                    | 0:0                   | 1:0                   | 1:0                   |
| 2024/25               | Лига чемпионов УЕФА         | 2 отб. раунд          | Лудогорец                | 1:0                   | 0:2                   | 1:2                   |
| 2024/25               | Лига Европы                 | 3 отб. раунд          | Линкольн Ред Импс        | 2:0                   | 1:2                   | 3:2                   |
| 2024/25               | Лига Европы                 | Плей-офф              | Андерлехт                | 0:1                   | 0:1                   | 0:2                   |
| 2024/25               | Лига конференций УЕФА       | Общий этап            | Харт оф Мидлотиан        | 1:2                   |                       | 33 место              |
| 2024/25               | Лига конференций УЕФА       | Общий этап            | ХИК                      |                       | 0:1                   | 33 место              |
| 2024/25               | Лига конференций УЕФА       | Общий этап            | Легия                    |                       | 0:4                   | 33 место              |
| 2024/25               | Лига конференций УЕФА       | Общий этап            | Копенгаген               | 1:2                   |                       | 33 место              |
| 2024/25               | Лига конференций УЕФА       | Общий этап            | Ларн                     | 2:0                   |                       | 33 место              |
| 2024/25               | Лига конференций УЕФА       | Общий этап            | Панатинаикос             |                       | 0:4                   | 33 место              |
| 2025/26               | Лига чемпионов УЕФА         | 1 отб. раунд          | Лудогорец                | г                     | н                     | :                     |

Достижения в еврокубках
- Участник 1/4 финала Кубка европейских чемпионов (1983/84), Кубка УЕФА (1984/85), Кубка обладателей кубков (1987/88).
- Участник групповых этапов Лиги Европы (2014/15, 2015/16).
- Количество выступлений в еврокубках — 26, в том числе в Кубке европейских чемпионов — 1, Лиге чемпионов — 3, Кубке УЕФА — 11, Лиге Европы — 8, Кубке обладателей кубков — 1, Кубке Интертото — 2.
- Самые крупные победы — 6:0 (ХИК, Финляндия, 1984/85; «Хобшайд», Люксембург, 2001).
- Самое крупное поражение — 1:8 («Зенит», Россия, 2018/19).
- Свой 100-й матч в еврокубках «Динамо» провело в гостях против французского «Генгама» (0:2, Лига Европы 2014/15, группа К).
- Лучший бомбардир — Георгий Кондратьев (10).

Баланс игр в европейских клубных турнирах:
| Турнир                   | Матчи | В  | Н  | П  | МЗ  | МП  | РМ  |
| ------------------------ | ----- | -- | -- | -- | --- | --- | --- |
| Лига чемпионов УЕФА      | 12    | 3  | 5  | 4  | 18  | 18  | 0   |
| Лига Европы УЕФА         | 61    | 27 | 12 | 22 | 91  | 77  | +14 |
| Лига конференций УЕФА    | 6     | 1  | 2  | 3  | 7   | 9   | −2  |
| Кубок УЕФА               | 44    | 14 | 11 | 19 | 48  | 60  | −12 |
| Кубок Интертото          | 12    | 5  | 3  | 4  | 22  | 13  | +9  |
| Кубок обладателей кубков | 6     | 2  | 3  | 1  | 6   | 4   | +2  |
| Итого                    | 141   | 52 | 36 | 53 | 192 | 181 | +11 |

## Форма
С октября 1997 года фирма Puma экипировала команду «Динамо».
|  | 2012 | 2012 | 2013 | 2013 | 2014 | 2014 | 2015 | 2015 |  |

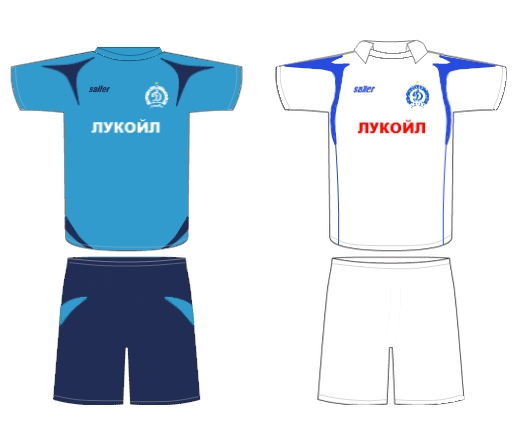
Форма Динамо в сезоне 2011

С 2006 по 2015 техническим спонсором клуба являлся немецкий производитель спортивной экипировки и товаров «Sport-Saller».
|  | 2016 | 2016 | 2017 | 2017 | 2018 | 2018 |

В сезонах 2016, 2017 и 2019 техническим партнёром была американская компания «Nike», в сезоне 2018 — немецкий «Adidas». В 2020 году клуб возвращается к сотрудничеству с «Sport-Saller».

## Стадион
|                      |  |                  |  |                   |
| Стадион «Динамо-Юни» |  | Стадион «Динамо» |  | Стадион «Трактор» |

До 2009 года домашние матчи «Динамо» проводило на одноимённом минском стадионе, расположенном в самом центре города. Арена была открыта в 1934 году, однако в период войны была разрушена. В мирное время стадион был восстановлен, и уже в сезоне 1947 клуб вернулся на заново отстроенный «Динамо», который был допущен к проведению матчей чемпионата СССР. В 1978—1980 годах в рамках подготовки к матчам Олимпийских игр 1980 года стадион подвергся значительной реконструкции. Был возведён «козырёк» (второй ярус трибун над центральными секторами), появилась ложа прессы. Вместительность увеличилась до 50 тыс. зрителей. На стадионе состоялись 7 матчей олимпийского футбольного турнира, в том числе 1 четвертьфинал. В 1999 году была проведена реконструкция, в ходе которой скамеечные места заменили на сиденья. Из-за плохого технического состояния второй ярус был закрыт, а вместительность снизилась до 34 тысяч человек. Минский стадион «Динамо» долгие годы являлся главной футбольной ареной страны, на нём проводила домашние матчи национальная сборная. С 1 декабря 2012 по 21 июня 2018 стадион был закрыт на очередную реконструкцию. Изначально она предполагала увеличение вместимости до 41 тыс. мест, установку козырьков над трибунами, строительство подземных автостоянок на прилегающей территории. Планировалось, что в 2018 году стадион сможет принять финал Лиги Европы. Однако впоследствии стадион перепрофилировали в легкоатлетический с сохранением возможности проведения футбольных матчей, а количество зрительских мест уменьшили до 22 тыс. человек. 70 % из них под навесом.
С мая 2009 по ноябрь 2012 «Динамо» принимало гостей на стадионе «Динамо-Юни», расположенном на западе города и вмещающем 4500 человек. Стадион был построен в 2000 году и назывался «Дарида». В 2008 году был выкуплен «Динамо» и переименован. С 2012 стадион закрыт на реконструкцию, которая предполагает расширение вместимости стадиона до 7 тыс. человек, установку подогрева и освещения, а также постройку гостиницы, офиса клуба, раздевалок, магазина клубной атрибутики.
С сезона 2013 «Динамо» проводит матчи на стадионе «Трактор». Минское «Динамо» использовало «Трактор» в качестве домашней арены в 60-е, когда выступало под именем «Беларусь» и в конце 70-х. Этот стадион, известный ранее как стадион ДСО «Красное знамя», был построен в 50-е годы прошлого века. В 1976 году началась первая реконструкция стадиона. В 1978 после закрытия стадиона «Динамо» на капитальный ремонт первенство СССР по футболу начали проводить на «Тракторе», в том числе и соревнования по лёгкой атлетике. Во время Олимпиады 1980 года «Трактор» стал олимпийской резервной ареной. Вторая реконструкция началась в 1997 году и закончилась в мае 2000 года. Стадион приобрёл современный вид. Были установлены пластиковые сиденья, вместо земляных трибун появились железобетонные, подтрибунные помещения стали соответствовать европейским стандартам. Второй по вместительности стадион в Минске после стадиона «Динамо» (17,6 тыс. мест).
После окончания реконструкции стадиона «Динамо», минчане проводят на арене домашние еврокубковые встреч, а середины 2018 года окончательно вернулись на неё.

## Учебно-тренировочная база
Учебно-тренировочная база клуба находится на территории Олимпийского спортивного комплекса «Стайки», расположенного в сосновом бору вблизи одноимённого водохранилища (10 км от Минска).
«Стайки» — крупнейшая спортивная база Беларуси по подготовке национальных команд более чем по 20 видам спорта. Адрес: Минский район, район деревни Ельница.
База «Динамо» включает гостиницу для проживания футболистов и тренеров, медико-восстановительный центр, тренажёрный зал, кафе-столовую, футбольное поле с натуральным покрытием размером 104 х 70 м, футбольное поле с натуральным покрытием размером 102×58 м, площадку с синтетическим покрытием размером 40 х 20 м.

## Тренерский штаб
- Главный тренер:  Вадим Скрипченко
- Тренеры:
  -  Александр Былина
  -  Денис Зубковский
- Тренер вратарей:  Андрей Дрозд
- Тренер по НМР:  Диана Тропникова
- Тренер по физподготовке:  Владимир Свиридов

## Основной состав
| 1  | Флаг Беларуси | Вр  | Артём Макавчик     | 2000 |  |  |  |  |  |
| 13 | Флаг Беларуси | Вр  | Иван Шимакович     | 2005 |  |  |  |  |  |
| 22 | Флаг России   | Вр  | Иван Коновалов     | 1994 |  |  |  |  |  |
| 31 | Флаг Беларуси | Вр  | Денис Шпаковский   | 2001 |  |  |  |  |  |
|    |               |     |                    |      |  |  |  |  |  |
| 2  | Флаг Беларуси | Защ | Вадим Пигас        | 2001 |  |  |  |  |  |
| 3  | Флаг России   | Защ | Илья Калачёв       | 2000 |  |  |  |  |  |
| 4  | Флаг Беларуси | Защ | Алексей Гаврилович | 1990 |  |  |  |  |  |
| 5  | Флаг Беларуси | Защ | Павел Апетёнок     | 2007 |  |  |  |  |  |
| 24 | Флаг Беларуси | Защ | Алексей Вакулич    | 1998 |  |  |  |  |  |
| 26 | Флаг Беларуси | Защ | Владислав Калинин  | 2002 |  |  |  |  |  |
| 33 | Флаг Ганы     | Защ | Фард Ибрагим       | 2000 |  |  |  |  |  |
| 67 | Флаг Беларуси | Защ | Роман Бегунов      | 1993 |  |  |  |  |  |
|    |               |     |                    |      |  |  |  |  |  |
| 6  | Флаг Беларуси | ПЗ  | Максим Мякиш       | 2000 |  |  |  |  |  |

| 7  | Флаг Беларуси                         | ПЗ  | Евгений Малашевич  | 2002 |  |  |  |  |  |
| 8  | Флаг России                           | ПЗ  | Руслан Чобанов     | 2004 |  |  |  |  |  |
| 18 | Флаг Беларуси                         | ПЗ  | Денис Гречихо      | 1999 |  |  |  |  |  |
| 19 | Флаг Беларуси                         | ПЗ  | Дмитрий Подстрелов | 1998 |  |  |  |  |  |
| 21 | Флаг Беларуси                         | ПЗ  | Евгений Шевченко   | 1996 |  |  |  |  |  |
| 23 | Флаг Беларуси                         | ПЗ  | Алексей Жечко      | 2006 |  |  |  |  |  |
| 42 | Флаг Нигерии                          | ПЗ  | Фаваз Абдуллахи    | 2003 |  |  |  |  |  |
| 88 | Флаг Беларуси                         | ПЗ  | Никита Демченко    | 2002 |  |  |  |  |  |
| 99 | Флаг Беларуси                         | ПЗ  | Кирилл Цепенков    | 2004 |  |  |  |  |  |
|    |                                       |     |                    |      |  |  |  |  |  |
| 10 | Флаг Беларуси                         | Нап | Карен Варданян     | 2003 |  |  |  |  |  |
| 11 | Флаг Центральноафриканской Республики | Нап | Мустафа Джиме      | 2003 |  |  |  |  |  |
| 17 | Флаг Беларуси                         | Нап | Иван Бахар         | 1998 |  |  |  |  |  |
| 25 | Флаг Бразилии                         | Нап | Педро Игор         | 2002 |  |  |  |  |  |

## «Динамо-2»
|  | Флаг Беларуси | Вр  | Никита Петрашко    | 2006 |  |  |  |  |  |
|  | Флаг Беларуси | Вр  | Иван Шимакович     | 2005 |  |  |  |  |  |
|  |               |     |                    |      |  |  |  |  |  |
|  | Флаг Беларуси | Защ | Михаил Александров | 2006 |  |  |  |  |  |
|  | Флаг Беларуси | Защ | Павел Апетёнок     | 2007 |  |  |  |  |  |
|  | Флаг Беларуси | Защ | Артём Белоус       | 2006 |  |  |  |  |  |
|  | Флаг Беларуси | Защ | Матвей Дубатовка   | 2005 |  |  |  |  |  |
|  | Флаг Беларуси | Защ | Тимур Дубовик      | 2005 |  |  |  |  |  |
|  | Флаг Беларуси | Защ | Илья Казаков       | 2005 |  |  |  |  |  |
|  | Флаг Беларуси | Защ | Дмитрий Туровец    | 2003 |  |  |  |  |  |
|  |               |     |                    |      |  |  |  |  |  |
|  | Флаг Беларуси | ПЗ  | Денис Бакаревич    | 2006 |  |  |  |  |  |

|  | Флаг Беларуси | ПЗ  | Михаил Бондаренко   | 2005 |  |  |  |  |  |
|  | Флаг Беларуси | ПЗ  | Максим Будько       | 2004 |  |  |  |  |  |
|  | Флаг Беларуси | ПЗ  | Артём Грабцевич     | 2007 |  |  |  |  |  |
|  | Флаг Беларуси | ПЗ  | Егор Исаченко       | 2005 |  |  |  |  |  |
|  | Флаг Беларуси | ПЗ  | Владислав Кролик    | 2005 |  |  |  |  |  |
|  | Флаг Беларуси | ПЗ  | Виктор Лисовский    | 2005 |  |  |  |  |  |
|  | Флаг Беларуси | ПЗ  | Артём Соколовский   | 2006 |  |  |  |  |  |
|  | Флаг Беларуси | ПЗ  | Василий Чернявский  | 2006 |  |  |  |  |  |
|  |               |     |                     |      |  |  |  |  |  |
|  | Флаг Беларуси | Нап | Артём Воскобойников | 2006 |  |  |  |  |  |

## Трансферы

### Лето 2025
| Позиция | Игрок                  | Клуб      |
| ------- | ---------------------- | --------- |
| ПЗ      | Фаваз Абдуллахи ***    | Химки     |
| ПЗ      | Руслан Чобанов *       | Краснодар |
| ПЗ      | Дмитрий Подстрелов *** | Партизани |

| Позиция | Игрок | Клуб |
| ------- | ----- | ---- |

### Зима 2025
| Позиция | Игрок                 | Клуб          |
| ------- | --------------------- | ------------- |
| Нап     | Карен Варданян        | Витебск       |
| Защ     | Алексей Вакулич ***   | Арсенал       |
| Защ     | Илья Калачёв ***      | Балтика       |
| ПЗ      | Евгений Шевченко ***  | Арсенал       |
| ПЗ      | Максим Мякиш ***      | Торпедо-БелАЗ |
| ПЗ      | Денис Гречихо ***     | БАТЭ          |
| ПЗ      | Евгений Малашевич *** | Минск         |
| Нап     | Мустафа Джиме ***     | Минск         |
| ПЗ      | Кирилл Цепенков       | Слуцк         |
| Нап     | Душан Бакич ***       | Омония        |

| Позиция | Игрок                   | Клуб            |
| ------- | ----------------------- | --------------- |
| ПЗ      | Бони Амиан **           | Химки           |
| Защ     | Сергей Политевич ***    | Торпедо-БелАЗ   |
| ПЗ      | Павел Седько ***        | Торпедо-БелАЗ   |
| Защ     | Александр Сачивко ***   | Свободный агент |
| Нап     | Владимир Хващинский *** | Ислочь          |
| ПЗ      | Дмитрий Подстрелов ***  | Партизани       |
| Защ     | Денис Поляков ***       | Динамо (Брест)  |
| ПЗ      | Глеб Жердев ***         | МЛ Витебск      |
| ПЗ      | Даниил Куликов ***      | Пюник           |
| ПЗ      | Игорь Школик ***        | Ираклис         |
| ПЗ      | Александр Селява ***    | Торпедо-БелАЗ   |
| Нап     | Трофим Мельниченко      | Порту           |
| Защ     | Раи Лопес ***           | Шериф           |
| ПЗ      | Джозеф Окоро ***        | Истиклол        |
| ПЗ      | Раймонд Адеола ***      | Астерас         |
| Нап     | Стивен Альфред ***      | Шинник          |
| ПЗ      | Александр Свирепа ***   | БАТЭ            |
| Вр      | Фёдор Лапоухов          | ЦСКА            |
| ПЗ      | Андрей Рылач***         | Динамо (Брест)  |

* В аренду.

** Из аренды.

*** Свободный агент.

### В аренде
| Поз. | Игрок              | Клуб           |
| ---- | ------------------ | -------------- |
| Защ  | Матвей Дубатовка   | Слуцк          |
| ПЗ   | Максим Будько      | Молодечно-2018 |
| ПЗ   | Владислав Кролик   | Молодечно-2018 |
| Защ  | Василий Чернявский | Слуцк          |
| ПЗ   | Артём Соколовский  | Слуцк          |

## Личные достижения футболистов «Динамо»
Игроки «Динамо», достигшие каких-либо достижений в сборной СССР или Беларуси по футболу:
- Эдуард Малофеев: Серебряный призёр Чемпионата Европы по футболу 1964 года
- Курилов, Василий Иванович: Чемпион Европы 1966 года среди юниорских команд
- Игорь Гуринович: Чемпион Европы по футболу среди молодёжных команд 1978 года, Серебряный призёр Чемпионата мира по футболу среди молодёжных команд 1979 года
- Виктор Янушевский: Чемпион Европы по футболу среди молодёжных команд 1978 года, Серебряный призёр Чемпионата мира по футболу среди молодёжных команд 1979 года
- Головня, Александр Витальевич: Серебряный призёр Чемпионата мира по футболу среди молодёжных команд 1979 года
- Александр Прокопенко: Бронзовый призёр Олимпийских игр 1980 года
- Широкий, Сергей Анатольевич: Серебряный призёр чемпионата Европы по футболу среди юниорских команд 1984 года
- Сергей Гоцманов: Серебряный призёр Чемпионата Европы по футболу: 1988
- Сергей Алейников: Серебряный призёр Чемпионата Европы по футболу: 1988
- Лукин, Руслан Юрьевич: Чемпион Европы по футболу среди юниорских команд 1990 года
- Тумилович, Геннадий Анатольевич: Бронзовый призёр чемпионата Европы по футболу среди молодёжных команд 1991 года
- Климович, Дмитрий Фёдорович: Бронзовый призёр чемпионата Европы по футболу среди молодёжных команд 1991 года
- Олег Веретило: Бронзовый призёр Чемпионата Европы по футболу среди молодёжных команд 2011 года
- Политевич, Сергей Эдуардович: Бронзовый призёр Чемпионата Европы по футболу среди молодёжных команд 2011 года
- Драгун, Станислав Эдуардович: Бронзовый призёр Чемпионата Европы по футболу среди молодёжных команд 2011 года
- Перепечко, Александр Юрьевич: Бронзовый призёр Чемпионата Европы по футболу среди молодёжных команд 2011 года

Игроки «Динамо», попадавшие в список 33 лучших футболистов СССР:
- Михаил Мустыгин: 1963, 1967
- Эдуард Малофеев: 1963, 1965, 1967, 1968
- Хуан Усаторре: 1965
- Владимир Сахаров: 1968
- Валерий Шавейко: 1979
- Сергей Боровский: 1981, 1982, 1983, 1984
- Юрий Курненин: 1982, 1983, 1984
- Игорь Гуринович: 1982, 1983
- Александр Прокопенко: 1982
- Юрий Пудышев: 1982
- Виктор Янушевский: 1980, 1982
- Сергей Алейников: 1982, 1983, 1984, 1985, 1986, 1987, 1988
- Пётр Василевский: 1982
- Сергей Гоцманов: 1983, 1984, 1985, 1986, 1987
- Виктор Шишкин: 1983
- Андрей Зыгмантович: 1983, 1984, 1985, 1988, 1989
- Георгий Кондратьев: 1985, 1987

Игроки «Динамо», попадавшие в список 22 лучших футболистов Беларуси:
- 1992/93:  Сацункевич, Лесун, Тайков, Хацкевич, Орловский, Белькевич, Шуканов, Герасимец, Барановский
- 1996:  Лухвич, Островский, М.Маковский, Чернявский, В.Маковский
- 1997:  Лаврик, Яскович, Довнар, М.Маковский, Журавель, В.Маковский
- 1998:  Сацункевич
- 2000:  Челядинский
- 2001:  Храпковский, Белоусов, Володенков
- 2003:  Володенков, Ковальчук, Корниленко
- 2004:  Тигорев, Павлюкович, Разин, Шуканов, Володенков, Ковель
- 2005:  Тигорев, Володенков
- 2006:  Тигорев, Володенков, Хацкевич
- 2008:  Мбанангой
- 2009:  Кисляк
- 2010:  Мартынович, Драгун
- 2011:  Веретило, Драгун
- 2012:  Драгун
- 2013:  Веретило, Политевич
- 2014:  Стасевич,  Бангура,  Удожи
- 2015:  Политевич, Корзун,  Бечирай,  Бангура
- 2017:  Сарока,  Нойок
- 2018:  Горбунов,  Галович,  Яхая
- 2019:  Плотников
- 2020:  Климович
- 2021:  Путило, Селява,  Бацула
- 2022:  Гречихо, Швецов, Концевой, Бахар
- 2023:  Политевич, Селява, Морозов, Бегунов, Сачивко,  Зорин,  Ориньо,  Бакич
- 2024:  Лапоухов, Гаврилович, Селява, Политевич, Пигас, Демченко, Седько,  Лопес

Игроки «Динамо», признававшиеся лучшими футболистами Беларуси:
- Сергей Гоцманов — 1983, 1985, 1987, 1989
- Сергей Алейников — 1984, 1986, 1988
- Александр Метлицкий — 1990
- Юрий Курбыко — 1991
- Андрей Зыгмантович — 1992
- Сергей Герасимец — 1993
- Валентин Белькевич — 1995
- Владимир Маковский — 1996
- Андрей Лаврик — 1997
- Фёдор Лапоухов — 2024

Игроки «Динамо», входящие в клуб Сергея Алейникова:
- Игорь Стасевич (660 матчей)
- Сергей Гуренко (614 матчей)
- Станислав Драгун (605 матчей)
- Валентин Белькевич (576 матчей)
- Алексей Панковец (562 матчей)
- Роман Василюк (557 матчей)
- Сергей Алейников (554 матчей)
- Олег Страханович (544 матчей)
- Олег Веретило (540 матчей)
- Сергей Кисляк (539 матчей)
- Андрей Зыгмантович (517 матчей)
- Андрей Леончик (504 матча)
- Александр Быченок (500 матчей)

Игроки «Динамо», входящие в Клуб Григория Федотова:
- Эдуард Малофеев (с ноября 1971 года)
- Георгий Кондратьев (с марта 1990 года)
- Дмитрий Сычёв (с ноября 2009 года)

Полный список игроков минского «Динамо», о которых есть статьи в Википедии, см. здесь.

## Список футболистов, сыгравших 200 и более матчей
Список футболистов, сыгравших 200 и более (со старта или полных) матчей за клуб:
- Эдуард Зарембо (1959—1969)
- Иван Савостиков (1961—1969)
- Игорь Рёмин (1962—1970)
- Евгений Толейко (1962—1972)
- Михаил Мустыгин (1962—1972)
- МСМК  Эдуард Малофеев (1963—1974)
- Вениамин Арзамасцев (1963—1969)
- Леонард Адамов (1963—1975)
- Анатолий Васильев (1966—1973)
- Геннадий Воронин (1967—1977)
- Владимир Курнев (1968—1977, 1979—1980)
- Михаил Вергеенко (1971—1983)
- Юрий Курбыко (1974—1985, 1988—1992)
- МСМК  Сергей Боровский (1974—1987)
- МСМК  Александр Прокопенко (1972—1983)
- Пётр Василевский (1973—1984)
- Юрий Пудышев (1976—1984)
- Юрий Курненин (1976—1987)
- Людас Румбутис (1976—1986)
- МСМК  Игорь Гуринович (1977—1987, 1988—1990)
- Виктор Янушевский (1977—1988)
- МСМК  Сергей Гоцманов (1979—1990)
- Георгий Кондратьев (1980—1988)
- Сергей Алейников (1981—1989)
- / Виктор Сокол (1979—1991)
- / Андрей Зыгмантович (1981—1991)
- / Виталий Володенков (1994—2002, 2003—2007)
- МСМК  Олег Веретило (2005—2015)
- МСМК  Сергей Кисляк (2004—2010, 2021—2022)
- Артём Быков (2011—2018, 2021—2024)
- МСМК  Сергей Политевич (2011—2015, 2023—2024)
- МСМК  Владимир Хващинский (2013—2014, 2016—2018, 2020—2021, 2023—2024)

Учитываются только матчи официальных турниров (чемпионат СССР, Кубок СССР, чемпионат БССР, Кубок БССР, чемпионат Беларуси, Кубок Беларуси, Суперкубок Беларуси и еврокубки).
МСМК — мастер спорта СССР или Республики Беларусь международного класса по футболу

## Главные тренеры клуба
- 1940: Михаил Чуркин
- 1941: Лев Корчебоков
- 1945—1946: Евгений Елисеев
- 1947—1950: Лев Корчебоков
- 1951—1953: Евгений Фокин
- 1954—1955: Михаил Бозененков
- 1956—1957: Дмитрий Матвеев
- 1957: Василий Соколов
- 1958—1959: Михаил Бозененков
- 1960—1961: Виктор Новиков
- 1961—1969: Александр Севидов
- 1969—1973: Иван Мозер
- 1974—1976: Евгений Горянский
- 1977—1978: Олег Базилевич
- 1978—1983: Эдуард Малофеев
- 1983—1986: Вениамин Арзамасцев
- 1986—1988: Иван Савостиков
- 1988—1991: Эдуард Малофеев
- 1991—1994: Михаил Вергеенко
- 1994—1997: Иван Щёкин
- 1997—1998: Анатолий Байдачный
- 1998: Владимир Курнев
- 1999: Юрий Курненин
- 1999—2000: Павел Роднёнок
- 2000—2001: Александр Пискарёв
- 2001: Георгий Кондратьев
- 2001—2002: Эдуард Малофеев
- 2002: Андрей Зыгмантович
- 2002—2003: Георги Гюров
- 2003: Анатолий Байдачный
- 2004: Пётр Шубин
- 2004—2005: Юрий Шуканов
- 2005: Александр Башмаков
- 2005—2006: Александр Рябоконь
- 2006: Алексей Петрушин
- 2007: Пётр Качуро
- 2007: Александр Хацкевич
- 2007—2008: Игорь Криушенко
- 2008—2009: Славолюб Муслин
- 2009—2010: Сергей Гуренко
- 2010: Владимир Гольмак
- 2010—2011: Олег Василенко
- 2011: Сергей Овчинников
- 2011—2012: Александр Седнёв
- 2012—2013: Олег Протасов
- 2013: Роберт Маскант
- 2013—2014: Владимир Журавель
- 2014—2015: Душан Угрин-мл.
- 2015—2016: Вук Рашович
- 2016—2017: Сергей Боровский
- 2017—2018: Сергей Гуренко
- 2019: Роман Пилипчук
- 2019—2020: Сергей Гуренко
- 2020—2021: Леонид Кучук
- 2021—2022: Артём Челядинский
- 2022—н.в.: Вадим Скрипченко

## Финансы, санкции ЕС
В 1999—2019 годах контрольный пакет акций (57 %) «Динамо» принадлежал структурам бизнесмена Юрия Чижа (ООО «Трайпл» и ООО «Раковский бровар»). 22 мая 2019 года Экономический суд города Минска удовлетворил иск Мингорисполкома о признании незаконным смены владельцев ЗАО в 1999 году, после чего контрольный пакет оказался у Мингорисполкома и государственных компаний.
По данным «Прессбола», бюджет «Динамо» в сезоне 2012 составил 4,3 млн долларов, в сезоне 2013 и сезоне 2014 — около 6 млн долларов. В 2015 бюджет клуба снизился и составил 4 млн долларов.
23 марта 2012 года Совет Европейского союза внёс Юрия Чижа и его компании, в том числе футбольный клуб в «Чёрный список ЕС». 6 октября 2015 года суд Европейского союза отменил решение Совета ЕС о введении санкций против Чижа и его предприятий.
В 2015 году у группы компаний «Трайпл» резко ухудшилось финансовое положение. Некоторые активы были выставлены на продажу, часть персонала сокращена. «Трайпл» отказался от спонсорства команды «Берёза-2010», до того момента входящую в структуру «Динамо» (фарм-клуб). В марте 2016 Юрий Чиж был задержан сотрудниками КГБ по подозрению в «уклонении от уплаты налогов в особо крупном размере».

## Фарм-клуб
Во второй лиге в сезонах 2000—2002, 2011, 2012 играла команда «Динамо-2» Минск (в 2002 году называлась «Динамо-БНТУ»).
Существовала также команда «Динамо-93» (сначала называлась «Динамо-2»), в 1990-е годы игравшая в Высшей лиге и Еврокубках.
Ещё одной фарм-командой минского «Динамо» являлась команда «Динамо-Юни», игравшая во второй (1993/94—1994/95) и первой (1995—2004) лигах.
В 1946 году в III группе первенства СССР играла команда «Динамо-клубная».
С сезона 2022 года во второй лиге принимает участие команда «СДЮШОР БФСО Динамо».